# Всеволожск
Все́воложск — город в Ленинградской области России. Административный центр Всеволожского муниципального района и Всеволожского городского поселения (МО «Город Всеволожск»).
Основан в 1892 году Павлом Александровичем Всеволожским. Приобрёл статус города в 1963 году. Находится в нескольких километрах к востоку от границы Санкт-Петербурга и является его рекреационной зоной. Через город проходит трасса исторической Дороги жизни.

## Название
Название происходит от фамилии основателя города — Павла Александровича Всеволожского (1839—1898). В 1890 году началось строительство Ириновской железной дороги, акционером которой он являлся. В 1892 году была построена первая на его земле станция, она была названа так же, как и его имение — Рябово, вокруг неё начал формироваться дачный посёлок, в связи с чем 1892 год считается официальной датой основания города. Вторая станция — Всеволожская, была открыта в 1895 году в полутора верстах от первой и названа в честь его фамилии. Посёлок, выросший вокруг неё, получил название Всеволожский, в 1963 году он был преобразован в город Всеволожск.

## История
Первое поселение на территории нынешнего Всеволожска, раскинувшегося в долине реки Лубьи, было упомянуто ещё в Писцовой книге Водской пятины 1500 года — это деревня «Лубляна на речке Лубне».
О времени же первого картографического упоминания мнения расходятся. По версии выдвинутой историком Андреасом Гиппингом и поддержанной филологом А. М. Шарымовым первое картографическое упоминание принадлежит Понтусу де ла Гарди — в 1580 году на карте Карелии, составленной после взятия Кексгольма, отмечено селение Lubiaby, что в переводе со шведского означает «деревня Лубья». По мнению же русско-шведского историка картографии Лео Багрова данная карта это «Эскиз дорог района Кексгольм — Нотебург — Ниен», который составил в 1634 году шведский фортификационный инженер-планировщик Олоф Ханссон Эрнехувуд. Деревня Лубья принадлежала шведскому психологу, теологу и священнику Хенрику Фатебуру (1588—1647) (фин. Henricus Martini Fattebuur, швед. Henrik Mårtensson Fattebuur), который служил пастором в городе Ниене.
В XVIII—XX веках в границах современного города Всеволожска располагались 12 помещичьих мыз, наиболее известными из которых были мызы Рябово и Приютино. Мыза с названием Рябово впервые упоминается в 1727 году. Она находилась на Мельничном ручье — правом притоке реки Лубьи, которая тогда называлась Малая Охта. Своё современное название — Лубья — река получила только в 1792 году на «Карте окрестностей Петербурга» А. М. Вильбрехта. Рябово за время своего существования сменило 18 владельцев — от государственной казны до Лидии Филипповны Всеволожской. Приютино за время своего существования сменило семь владельцев, от Елизаветы Марковны Олениной — жены первого директора Публичной библиотеки, президента Академии художеств А. Н. Оленина, до владельца молочного склада Иогана-Мартына Александровича Краузе. Территории обеих мыз вошли в состав города Всеволожска в 1963 году.
С 1774 по 1779 год мызой Рябово владел барон Иван Юрьевич Фридрикс, который перенёс её с Мельничного ручья на Румболовскую гору. Барон построил в ней первый усадебный дом, первую на территории будущего Всеволожска церковь (07.09.1778) — 400-местную кирху во имя св. Регины, ставшую центром Рябовского лютеранского прихода и сыроварню (1774) — ныне самое старое здание в городе, где располагается музей Дом авиаторов. Кроме усадьбы им были возведены различные служебные постройки, оранжереи, заложен фруктовый сад и разбит регулярный Румболовский парк.

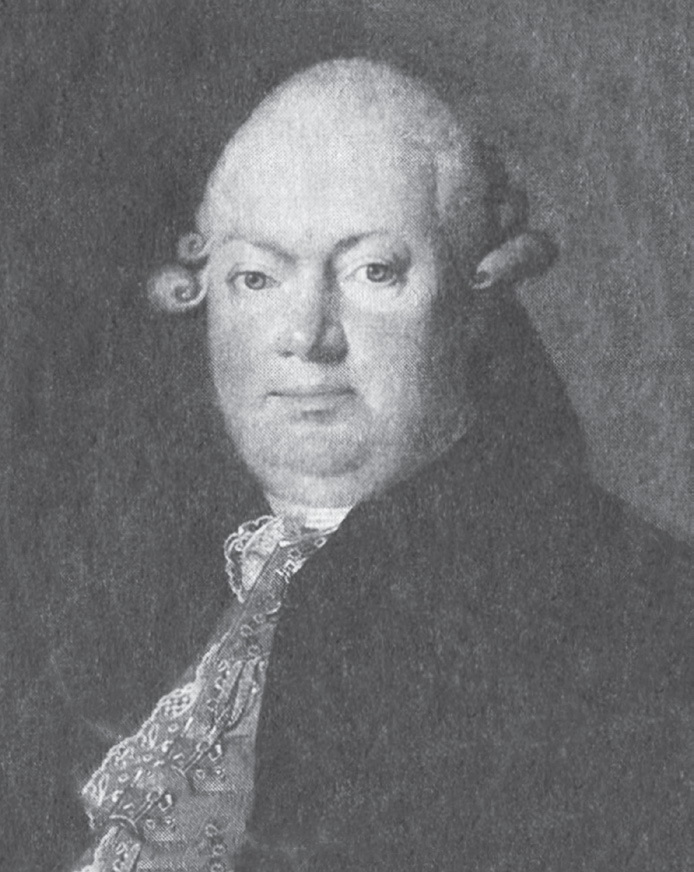
Барон И. Ю. Фридрикс
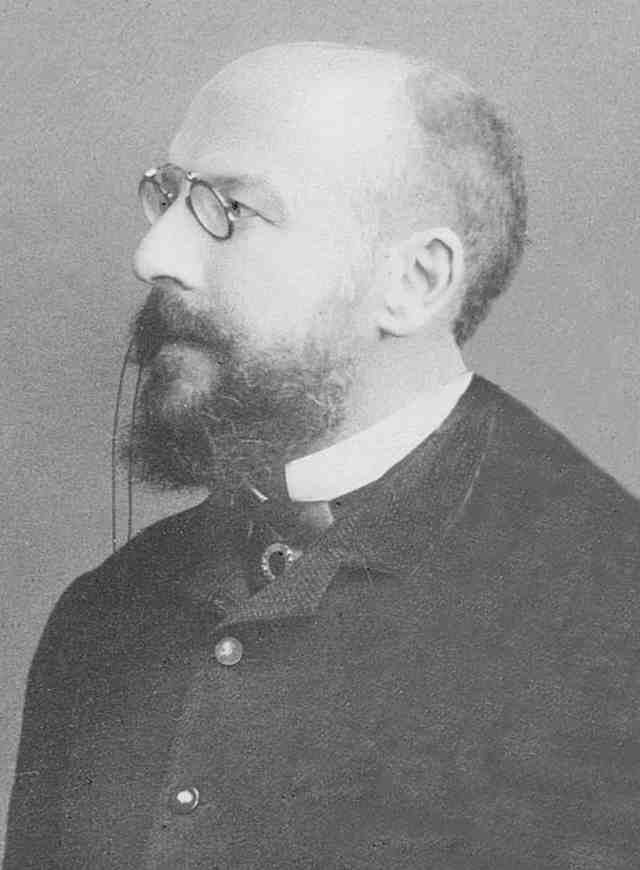
П. А. Всеволожский
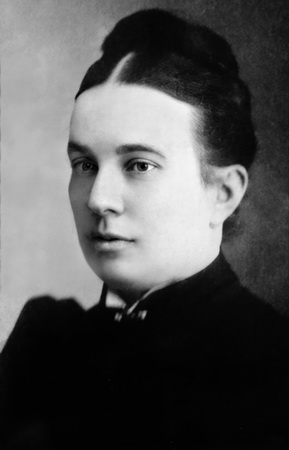
Е. В. Всеволожская

С 1818 по 1917 год мызой Рябово владели представители рода Всеволожских. Первый из них — Всеволод Андреевич Всеволожский построил новый усадебный дом, булыжную конюшню, многочисленные службы и, так называемый «Красный замок» — газогенераторную станцию для их освещения, ныне руинированный памятник промышленной архитектуры начала XIX века. Почти сразу он взял под залог мызы ссуду в размере 200 000 рублей и не вернул её. Долг отдавали дети, внуки и правнуки Всеволода Андреевича.
В 1892 году было открыто движение по узкоколейной Ириновской железной дороге.
В 1894 году была открыта Рябовская земская больница имени Павла и Елены Всеволожских, на основе которой в советские годы была создана Всеволожская центральная районная больница.
В 1895 году недалеко от усадьбы Рябово (у пересечения нынешних Всеволожского и Октябрьского проспектов) открылась станция Всеволожская, названная по фамилии Павла Александровича Всеволожского, владельца земли, на которой она располагалась. Вокруг новой станции на землях, проданных под застройку П. А. Всеволожским, возник дачный посёлок Всеволожский, ставший впоследствии городом Всеволожском.
Железная дорога проходила также через земли Иоганна Бернгарда, по его прошению 18 апреля 1911 года станция «Христиновка» была переименована в «Бернгардовка» (ныне — название одного из микрорайонов Всеволожска). В черте современного Всеволожска дорога имела следующие остановки: платформа Приютино, платформа Марьино, станция Бернгардовка, платформа Павловская (существовала несколько лет), станция Всеволожская, станция Рябово, платформа Радостная (существовала несколько лет), станция Мельничный Ручей.
Первая школа в дачном посёлке Всеволожский открылась в 1909 году, это была земская одноклассная школа. Она была создана на базе частного училища, открытого годом ранее священником Свято-Троицкой церкви В. И. Сердюком. В 1916 году школа была преобразована в двухклассную. В том же 1916 году в Ильинском посёлке открылись: четырёхклассное Всеволожское высшее начальное училище — предшественник современного всеволожского Лицея № 1 и земская Ильинская школа, предшественница современной Всеволожской средней школы № 5.
В 1909 году врач лейб-гвардии Преображенского полка Александр Юлиусович Буш открыл в своём доме на Варшавской улице приют для девочек — сирот врачей, в память о своей рано умершей дочери Надежде. Сейчас в нём располагается Отдел по вопросам миграции УМВД России по Всеволожскому району.
В 1923 году железная дорога была перешита на широкую колею, а также спрямлена в черте посёлка Всеволожский, в связи с чем к югу от пересечения современных Всеволожского проспекта и улицы Константиновской был построен новый вокзал, где он располагается и ныне.
В 1925 году дачный посёлок Всеволожский был центром Ленинской волости Ленинградского уезда, с населением 15 617 человек, 26 сельсоветами и 91 деревней. После образования в 1927 году Ленинградской области посёлок Всеволожский стал административным центром Ленинского района Ленинградского округа.
Указом Президиума Верховного Совета РСФСР от 27 ноября 1938 года дачный посёлок Всеволожский был отнесён к категории рабочих посёлков, с включением в его черту населённых пунктов Бернгардовка, Рябово, Ильинский, Марьино и присвоением наименования — рабочий посёлок Всеволожский.
Указом Президиума Верховного Совета РСФСР от 1 февраля 1963 года рабочий посёлок Всеволожский был преобразован в город областного подчинения Всеволожск. Одновременно город Всеволожск был выделен из состава района и передан в подчинение Промышленного Облисполкома.

## География
Город расположен в центральной части района в месте пересечения автодорог регионального значения 41К-064 «Дорога жизни» (Санкт-Петербург — Морье), 41К-078 (Санкт-Петербург — Всеволожск) и 41К-070 (Магнитная станция — Посёлок имени Морозова).
Расстояние до областного центра, Санкт-Петербурга — 28 км.
С востока на запад через город протекает река Лубья. Северная часть города расположена на Румболовско-Кяселевской возвышенности, южная часть на Колтушской возвышенности.
Самая высокая точка на территории города (68,13 м над уровнем моря) расположена на Румболовской горе, в 100 м к северу от церкви Спаса Нерукотворного Образа, самая низкая (11,75 м) — в пойме реки Лубья в районе Приютинской улицы.

## Население
| 1862    | 1920    | 1923    | 1926    | 1939    | 1942    | 1945    | 1949    | 1959    |
| ------- | ------- | ------- | ------- | ------- | ------- | ------- | ------- | ------- |
| 56      | ↗1425   | ↘1421   | ↘1324   | ↗11 848 | ↘6330   | ↘6296   | ↗11 762 | ↗27 768 |
| 1967    | 1970    | 1979    | 1989    | 1992    | 1996    | 1997    | 1998    | 2000    |
| ↗29 000 | ↘26 978 | ↗28 588 | ↗31 946 | ↗32 900 | ↗37 900 | ↗39 100 | ↗39 800 | ↗40 600 |
| 2001    | 2002    | 2003    | 2005    | 2006    | 2007    | 2008    | 2009    | 2010    |
| ↗41 100 | ↗45 310 | ↘45 300 | ↗45 500 | ↗45 900 | →45 900 | ↗46 300 | ↗48 023 | ↗59 704 |
| 2011    | 2012    | 2013    | 2014    | 2015    | 2016    | 2017    | 2018    | 2019    |
| ↘59 700 | ↗60 354 | ↗62 129 | ↗64 368 | ↗66 245 | ↗67 911 | ↗70 292 | ↗72 864 | ↗74 263 |
| 2020    | 2021    | 2023    | 2024    | 2025    |         |         |         |         |
| ↗74 724 | ↗79 038 | ↘78 849 | ↘78 011 | ↗78 533 |         |         |         |         |

Изменение численности.
На 1 января 2025 года по численности населения город находился на 206-м месте из 1124 городов Российской Федерации.

### Национальный состав
| Национальности | 1926  | 1926 | 1939   | 1939 | 1942  | 1942 | 1959   | 1959 | 1989   | 1989 | 2002   | 2002 | 2010   | 2010 | 2021   | 2021 |
| Национальности | число | %    | число  | %    | число | %    | число  | %    | число  | %    | число  | %    | число  | %    | число  | %    |
| -------------- | ----- | ---- | ------ | ---- | ----- | ---- | ------ | ---- | ------ | ---- | ------ | ---- | ------ | ---- | ------ | ---- |
| Всего          | 1324  | 100  | 11 848 | 100  | 6330  | 100  | 27 768 | 100  | 31 269 | 100  | 45 310 | 100  | 60 018 | 100  | 79 038 | 100  |
| русские        | 1090  | 82,3 | 10 681 | 90,2 | 5710  | 90,2 | 25 010 | 90,1 | 27 551 | 88,1 | 38 527 | 85,0 | 54 432 | 90,7 | 53 942 | 91,6 |
| украинцы       | 4     | 0,3  | 176    | 1,5  | 134   | 2,1  | 618    | 2,2  | 989    | 3,2  | 1462   | 3,2  | 1519   | 2,5  | 502    | 0,85 |
| белорусы       | 29    | 2,2  | 155    | 1,3  | 151   | 2,4  | 520    | 1,9  | 646    | 2,1  | 784    | 1,7  | 406    | 0,6  | 229    | 0,39 |
| татары         | —     | —    | 47     | 0,4  | …     | …    | 194    | 0,7  | 197    | 0,6  | 367    | 0,8  | 323    | 0,5  | 313    | 0,53 |
| армяне         | …     | …    | …      | …    | …     | …    | …      | …    | …      | …    | 310    | 0,7  | 607    | 1,0  | 351    | 0,59 |
| ингерманландцы | 61    | 4,6  | 220    | 1,9  | —     | —    | 172    | 0,6  | 352    | 1,1  | 247    | 0,6  | 92     | 0,2  | 51     | 0,09 |
| цыгане         | …     | …    | …      | …    | …     | …    | …      | …    | 264    | 0,8  | 201    | 0,4  | 71     | 0,1  | 15     | 0,03 |
| евреи          | 3     | 0,2  | 223    | 1,9  | 99    | 1,6  | 802    | 2,9  | 374    | 1,2  | 125    | 0,3  | 72     | 0,1  | 72     | 0,1  |
| прочие         | 137   | 10,3 | 346    | 2,9  | 236   | 3,7  | 452    | 1,6  | 896    | 2,9  | 3287   | 7,3  | 1385   | 2,3  | 1246   | 0,21 |

- 1920—1926 гг. — данные только на дачный посёлок Всеволожский
- 1939—1959 гг. — данные только на рабочий посёлок Всеволожский
- 1942 г. — данные с учётом временно прописанных
- 2010 г. — данные на МО «Город Всеволожск»
- 2021 г. — национальность указали 58 849 чел.
- прочие — указавшие национальность

## Органы местного самоуправления
С 12 сентября 2024 года главой муниципального образования «Город Всеволожск» является Домрачев Максим Сергеевич.
Администрация муниципального образования «Город Всеволожск» с 26 сентября 2019 года находится в процессе ликвидации.

## Микрорайоны и исторические районы
- Всеволожск,
- Берёзки,
- Бернгардовка,
- Ждановские Озёра,
- Ильинский,
- Ковалёво
- Коммунально-складская зона,
- Котово Поле,
- Красная Поляна,
- Кяселево,
- Мельничный Ручей,
- Отрада,
- Парк Кенша,
- Питомник,
- Подгорное,
- Приютино,
- Промзона «Кирпичный Завод»,
- Пугарево,
- Хутор Ракси,
- Румболово,
- Рябово (бывший дачный посёлок Рябово),
- Сельхозтехникум (бывшая мыза Рябово),
- Деревня Хаккапелиитта,
- ЦРБ,
- Шестой Километр,
- Щеглово (торфопредприятие),
- Южный.

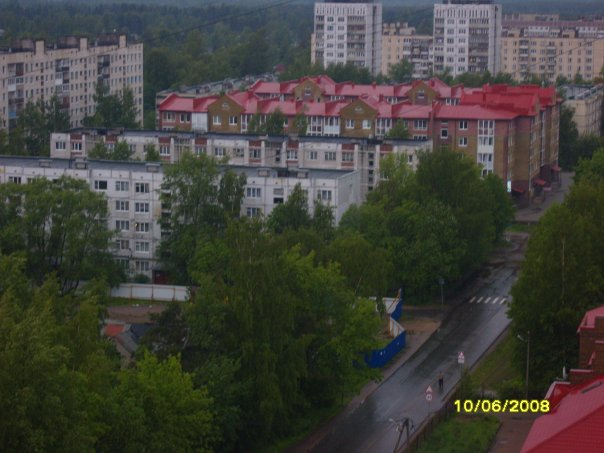
Микрорайон Котово Поле
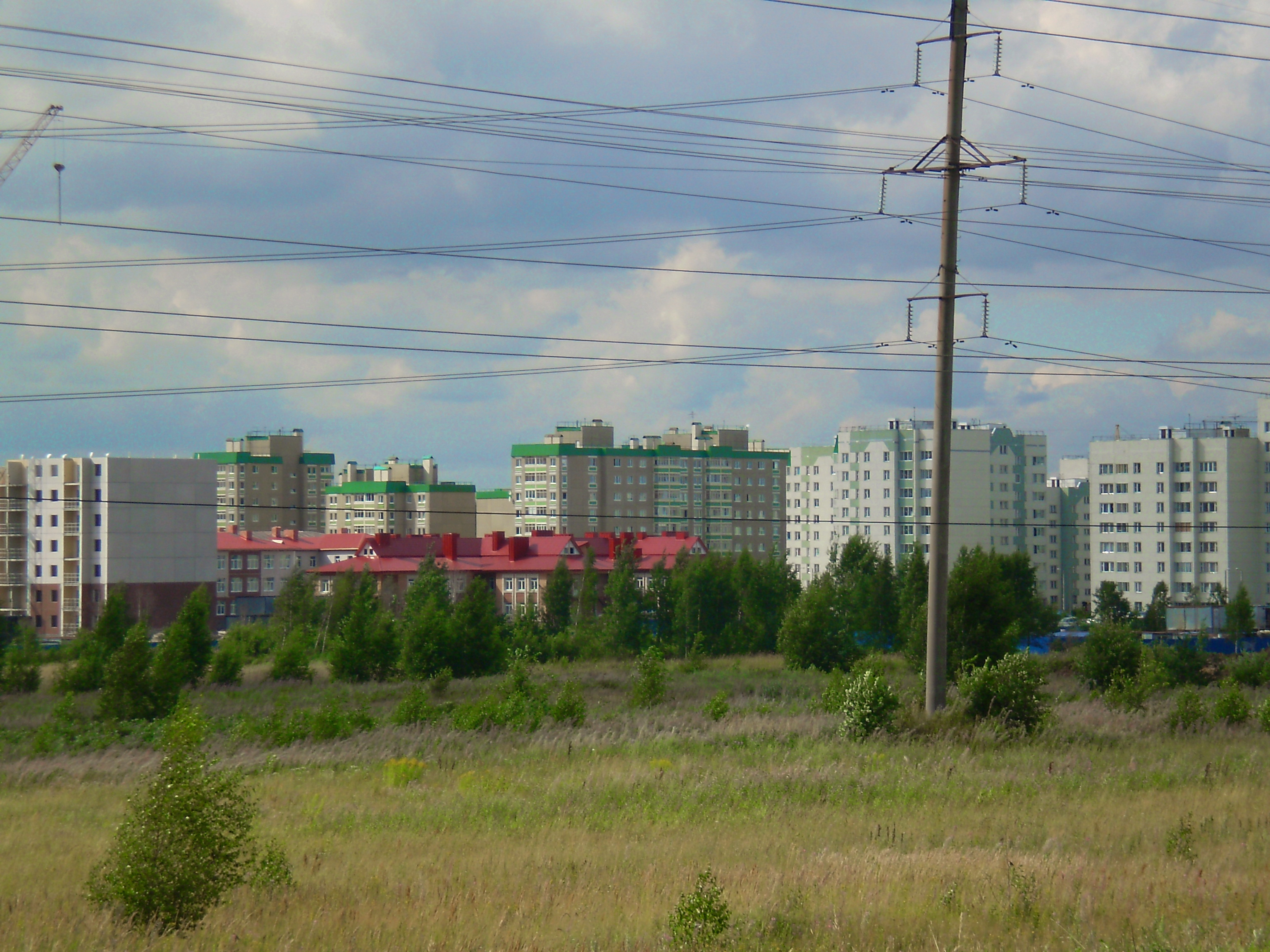
Микрорайон Южный
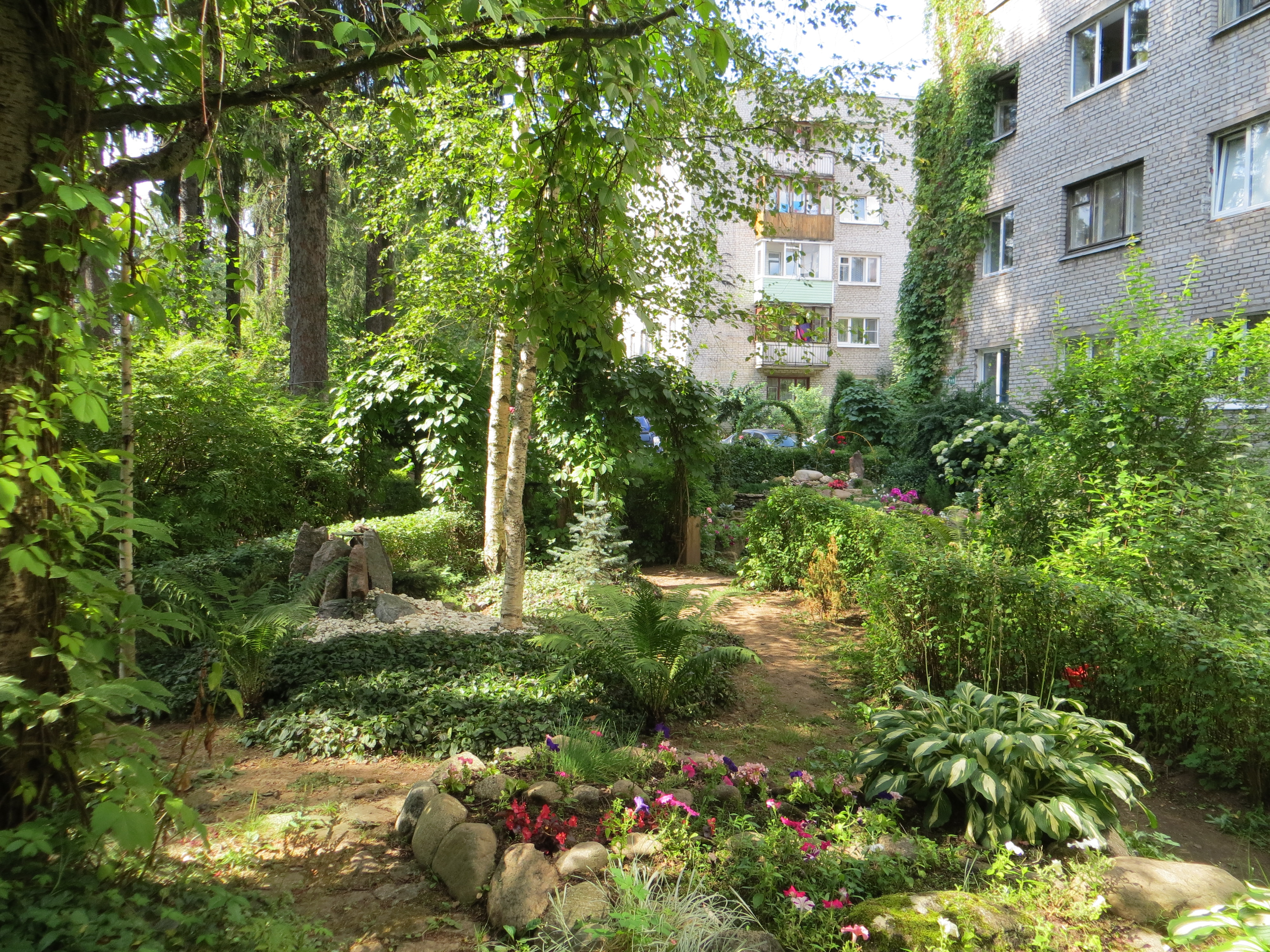
Микрорайон Мельничный Ручей

## Экономика

### Рынок труда
Безработица во Всеволожске находится на одной из самых низких в регионе отметок — в 2011 году 0,14 % от экономически активного населения. Уровень зарегистрированной безработицы в 2012 году снизился до 0,13 % и в дальнейшем прогнозируется сохранение показателя.
Присутствует маятниковая миграция — тысячи всеволожцев ездят на работу в Санкт-Петербург, а также на предприятия, расположенные во Всеволожском районе.

### Промышленность
Всеволожск — один из современных промышленных центров Ленинградской области. Во Всеволожске находятся следующие промышленные предприятия:
- завод «Гестамп Северсталь Всеволожск»,
- завод Ikon Tyres,
- завод «Merloni TermoSanitari S.p.A»,
- завод  «Арнест Упаковочные Решения» (бывший «Болл Всеволожск»),
- завод «Алютех»,
- завод «Меликонполар»,
- завод АО «Смерфит Каппа Санкт-Петербург»[95],
- строительное предприятие «Аколит»,
- типография «МДМ-ПЕЧАТЬ»,
- типография «Неопринт»,
- завод ООО «Мясокомбинат „Всеволожский“»[96],
- предприятие ООО «Фейвели Транспорт»,
- фабрика «Морепродукт»,
- предприятие «Этикетка»,
- швейная фабрика «Труд»,
- предприятия по производству мебели, стройматериалов.

Крупные промышленные предприятия, несмотря на соответствие международным стандартам, располагаются в коммунально-складской зоне города Всеволожска или в промзоне «Кирпичный Завод», вдали от городских кварталов.

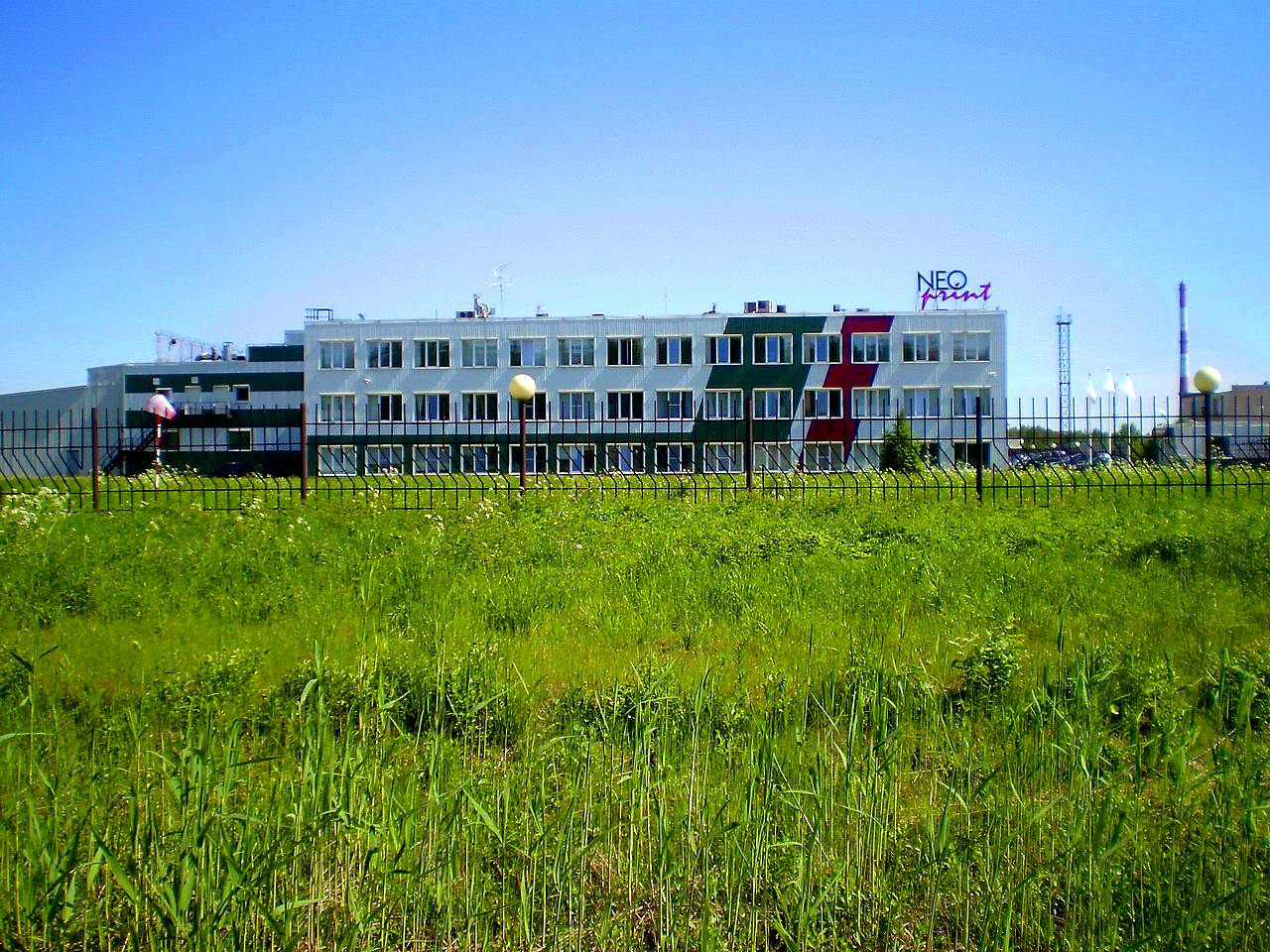
Типография «Неопринт»
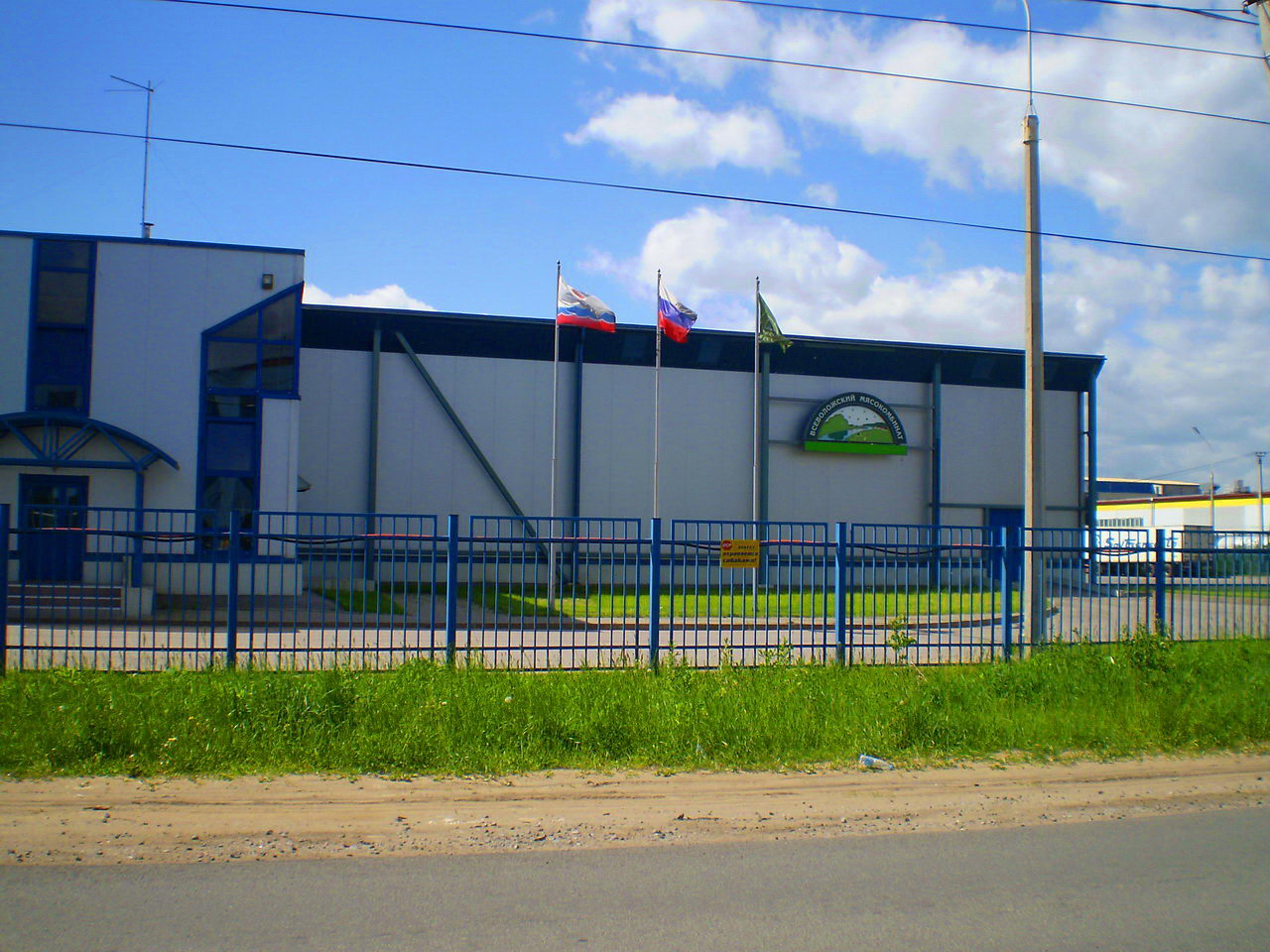
Мясокомбинат «Всеволожский»
Завод «Меликонполар»

### Торговля

#### Торговые сети
- гипермаркет «Лента» (3 шт.),
- универсам «Пятёрочка» (5 шт.),
- универсам «Дикси» (4 шт.),
- универсам «Перекрёсток»,
- универсам «Верный» (2 шт.),
- универсам «Магнит»,
- универсам «Отличная кухня»,
- магазин цифровой и бытовой техники «DNS» (3 шт.),
- магазин хозтоваров «Улыбка радуги» (2 шт.),
- фирменный магазин Великолукского мясокомбината (2 шт.),
- книжный сетевой магазин «Буквоед»,
- офис обслуживания абонентов «МТС»,
- салоны сотовой связи «Евросеть»,
- салон сотовой связи «Связной»,
- салон сотовой связи «Билайн»,
- «Здоровый малыш» — сетевой магазин,
- «Здоровые Люди» — сеть аптек,
- «Невис» — сеть аптек,
- «Натур Продукт» — сеть аптек,
- «Метизы» — магазины стройтоваров,
- «220 Вольт» — магазины электротоваров,
- «Торговый Дом Вимос» — магазины товаров для дачи и ремонта (2 шт.),
- «Горячие туры» — сеть офисов продаж туристических путёвок,
- сеть магазинов «Птичий Двор»,
- ООО «Триам» — магазины продовольственных товаров,

Помимо торговых сетей, в городе активно работают местные предприниматели.

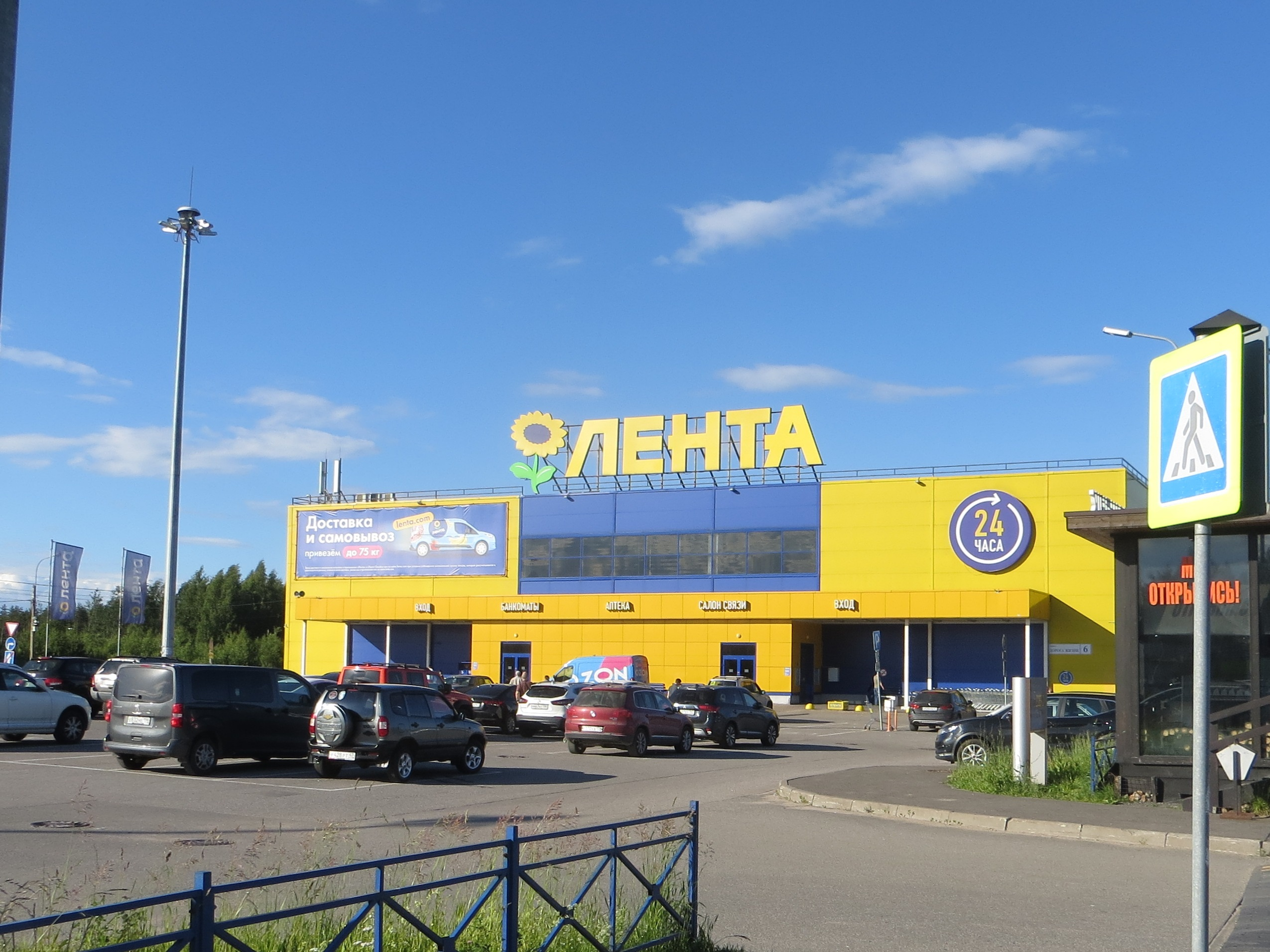
Гипер Лента на Дороге жизни, 6
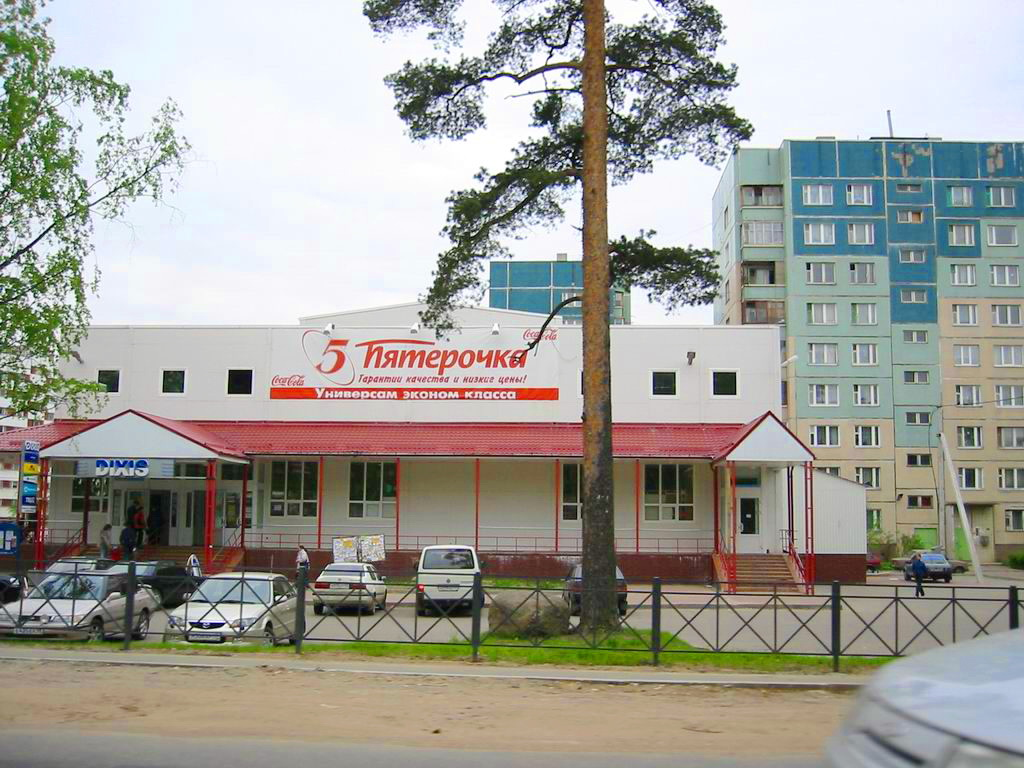
Универсам «Пятёрочка» в мкр. Котово Поле
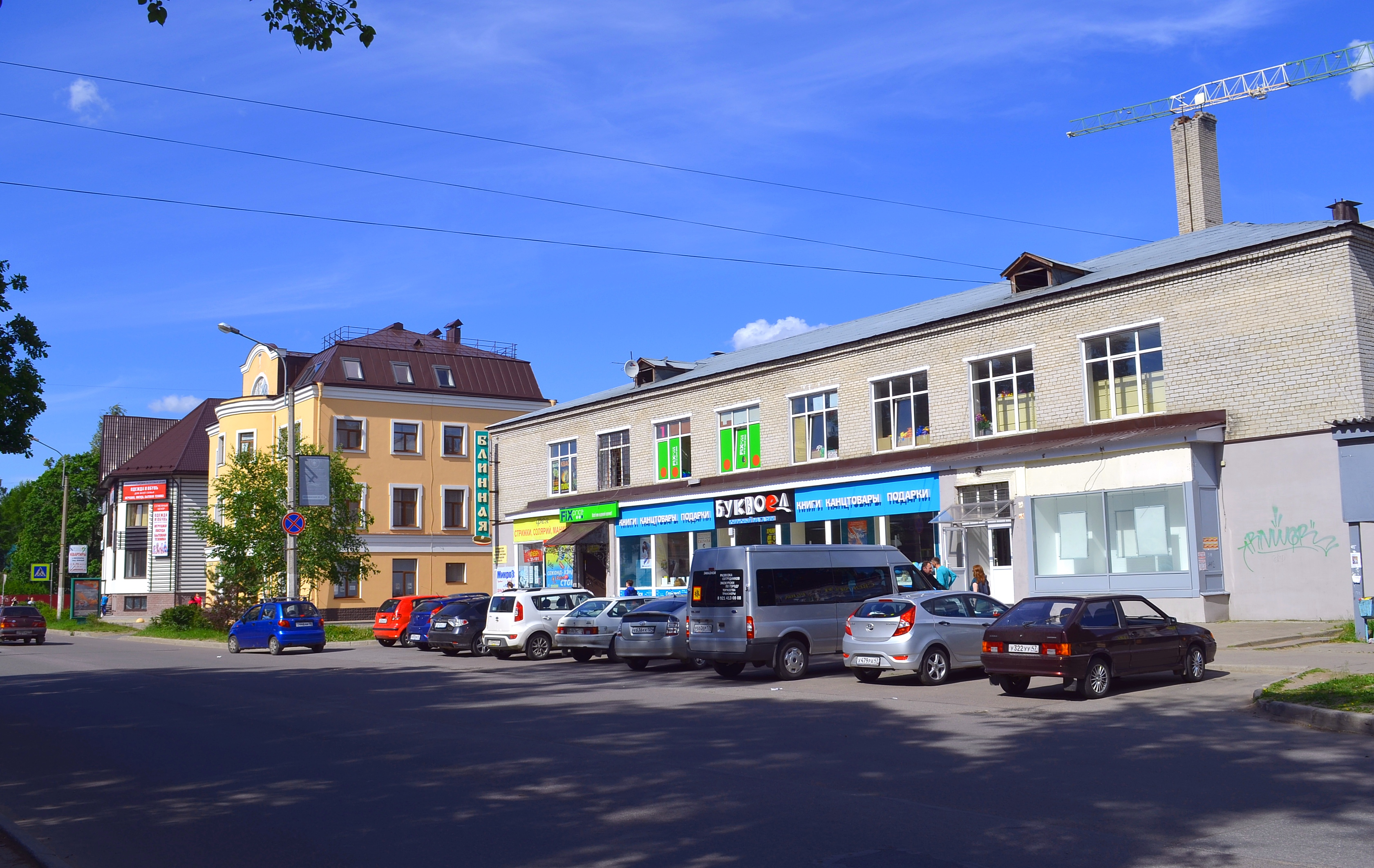
Сетевой магазин «Буквоед»

#### Торговые центры
- ТК «Белые Ночи»
- ТК «Всеволожский»
- ТК Всеволожского РайПО
- «Всеволожский торговый центр»

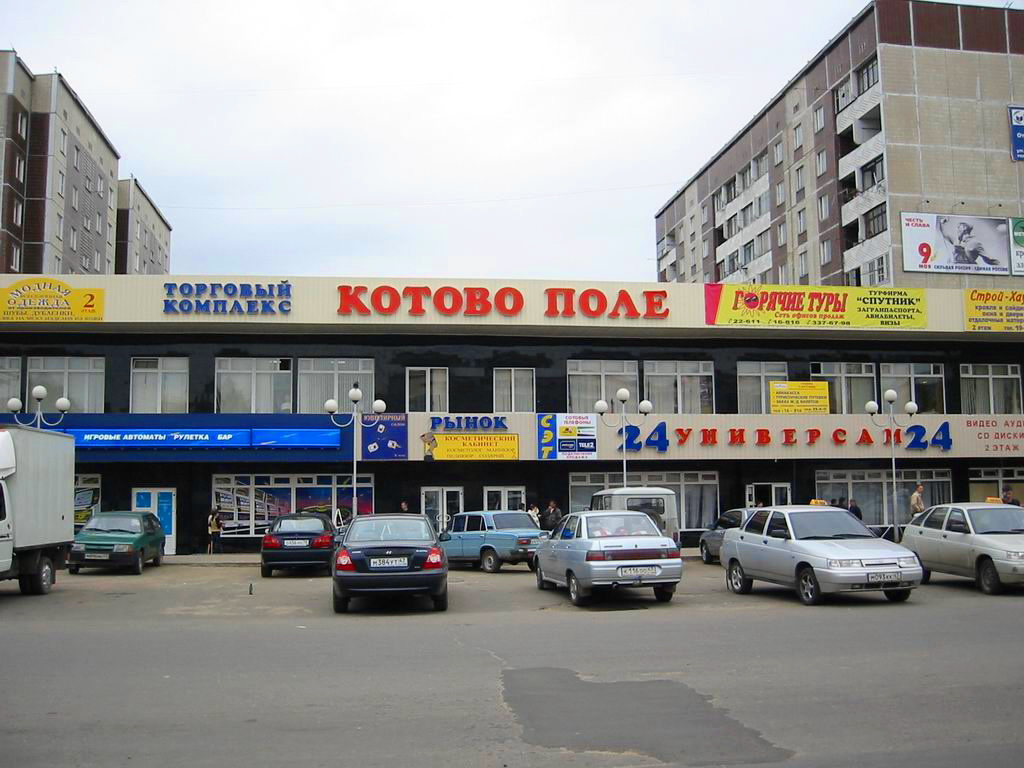
ТК «Котово Поле»
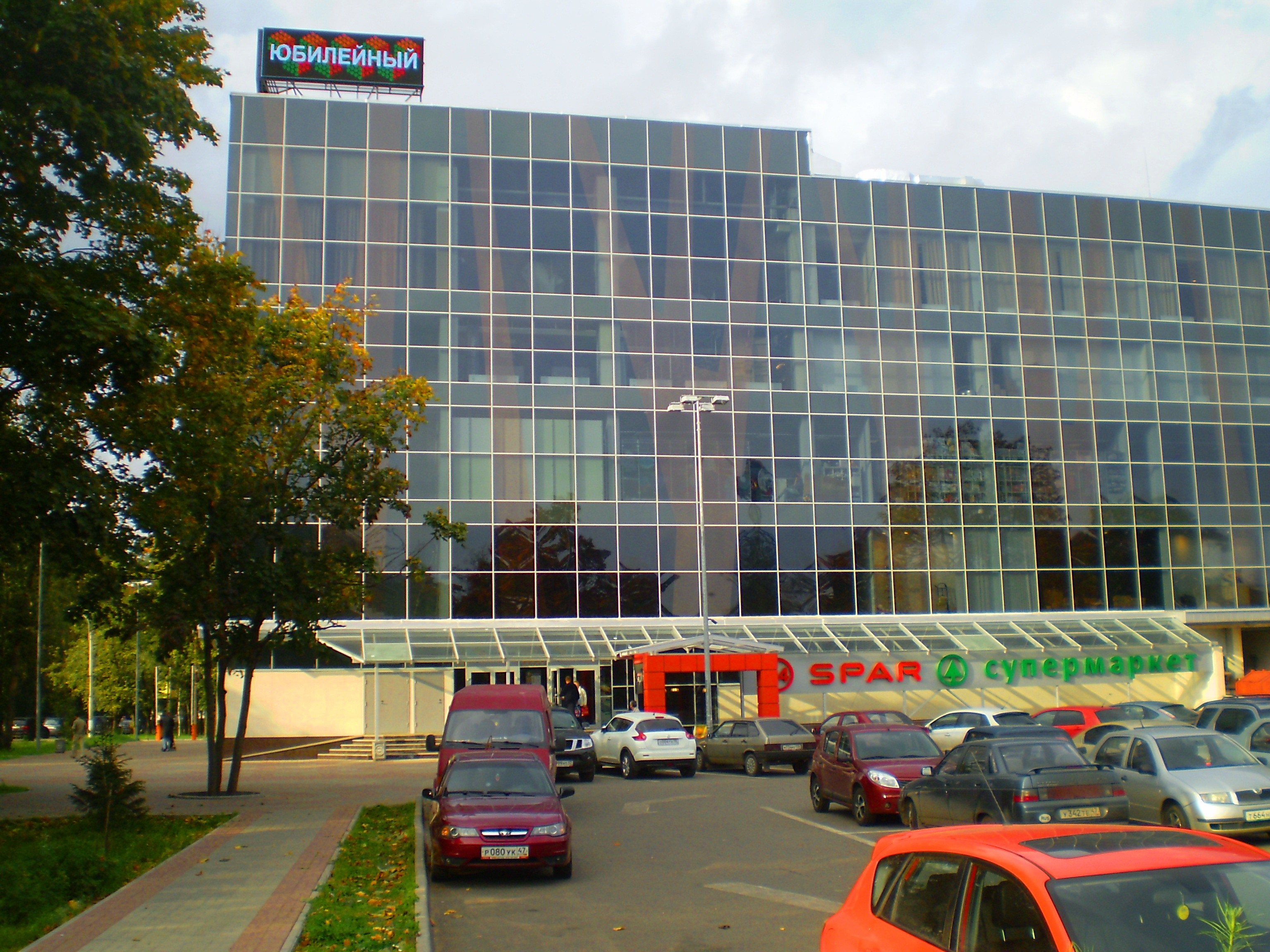
ТЦ «Пирамида»
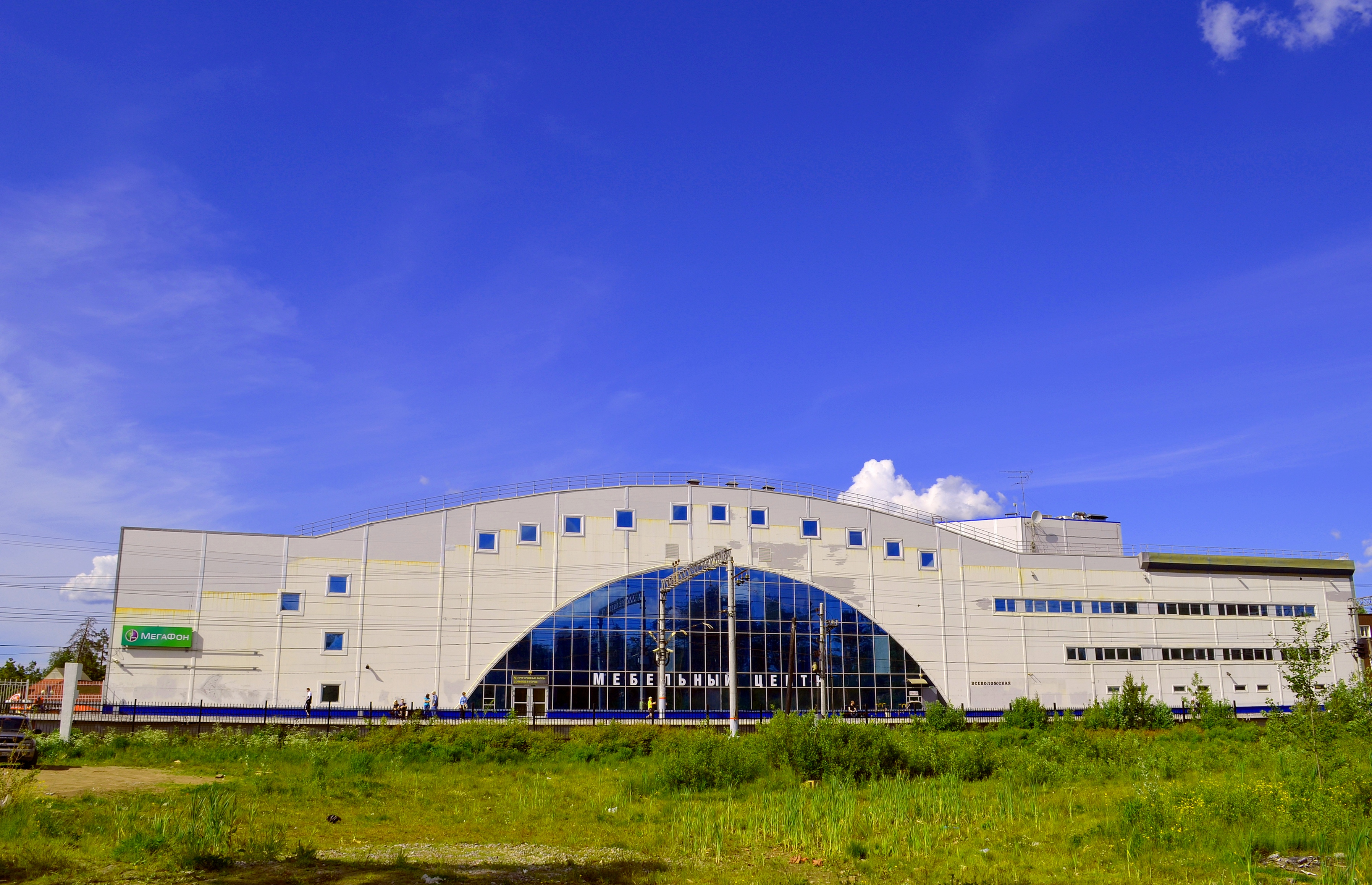
ТК «Всеволожский»

- ТОЦ «Гриф»
- ТЦ «Юбилейный»
- ТЦ «Южный»

- ТК «Котово Поле»
- ТЦ «Юбилейный»
- ТК «Всеволожский»

### Телекоммуникации
Услуги стационарной связи в городе предоставляет предприятие «Ленсвязь», входящее в структуру телекоммуникационного ПАО Ростелеком.
Сотовую связь предоставляют МегаФон и МТС, имеющие представительства в городе, Билайн, Tele2. С 2009 года услуги фиксированной и IP-телефонии предоставляют компании «Всевнет», «Р2».
Услуги доступа в Интернет по выделенным линиям предоставляют компании «Всевнет», «Р2», «МТС», «Билайн» (Корбина Телеком), ДОМ.ru. По технологии ADSL услуги предоставляет Ростелеком под торговой маркой «Авангард». По технологии PON услуги предоставляют Ростелеком и ZEXTEL. Услуги кабельного телевидения предоставляют компании: «Формат ТВ», «Телецвет», «Спектр», «Телеинком», «Р2», «Всевнет».

### Финансы
Банковская сфера представлена следующими учреждениями: Всеволожское отделение № 5542 Сбербанка России (26 филиалов по Всеволожскому району, из них 2 филиала по обслуживанию юридических лиц), а также в городе имеют свои офисы: Ак Барс Банк, Альфа-банк, Банк «Открытие», Банк «РОССИЯ», Банк «Санкт-Петербург», ВТБ, Газпромбанк, Почта Банк, ПСБ, Райффайзенбанк, Совкомбанк, Т-Банк, банк Уралсиб, ФИНСТАР БАНК.
В городе действуют офисы страховых компаний: ВСК, Ингосстрах, Ренессанс, Росгосстрах, Согласие, УралСиб, Гайде.

### Строительство
Всеволожский район — лидер по темпам ввода жилья в Ленинградской области в 2010 году. Во Всеволожске реализуется множество проектов по возведению многоквартирных домов, строятся малоэтажные комплексы, большое количество домов возводится частными лицами.
На строительном рынке города работают компании: «Андромеда», «Главстройкомплекс», «Допуск-0», «Невская Строительная Компания», «Окстрой», «Полар», «РосСтройИнвест», ИСГ «ТАЙМС», «Союз Долевого Строительства».
В рамках президентской программы «Доступное и комфортное жильё» завершено строительство первой очереди муниципального дома во Всеволожске на улице Советской и началось строительство второй очереди. В микрорайоне Котово Поле ведётся строительство многоэтажных домов, в центре города возводятся малоэтажные комплексы, произведена реконструкция кинотеатра, на Юбилейной площади возводятся здания бизнес-центров.
В Южном микрорайоне реализуются крупные проекты по строительству жилых кварталов со всей необходимой социальной инфраструктурой. В микрорайоне Румболово ведётся строительство пяти муниципальных многоквартирных домов.

Новостройки в микрорайоне Южный
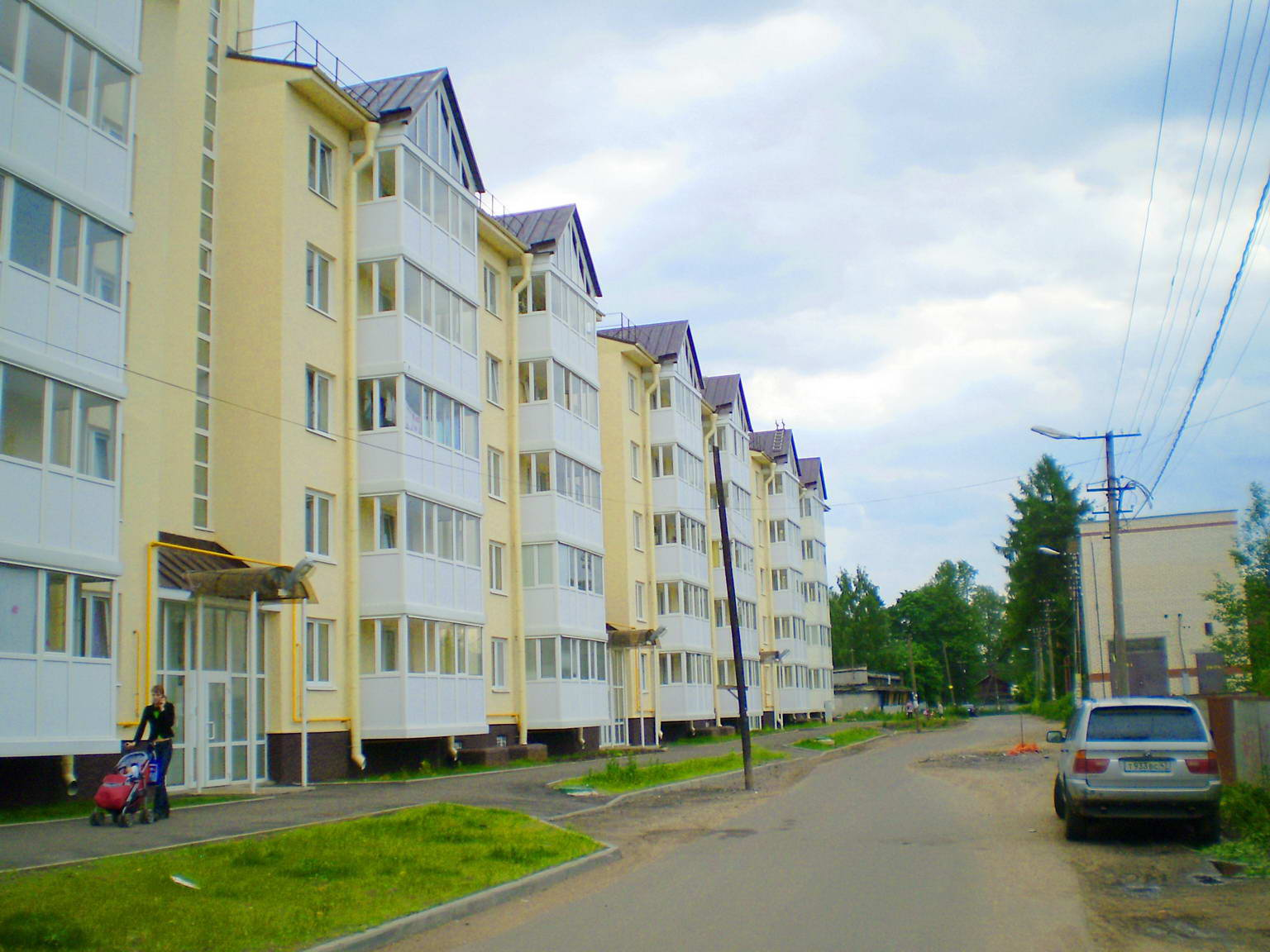
Новостройки на улице Советской
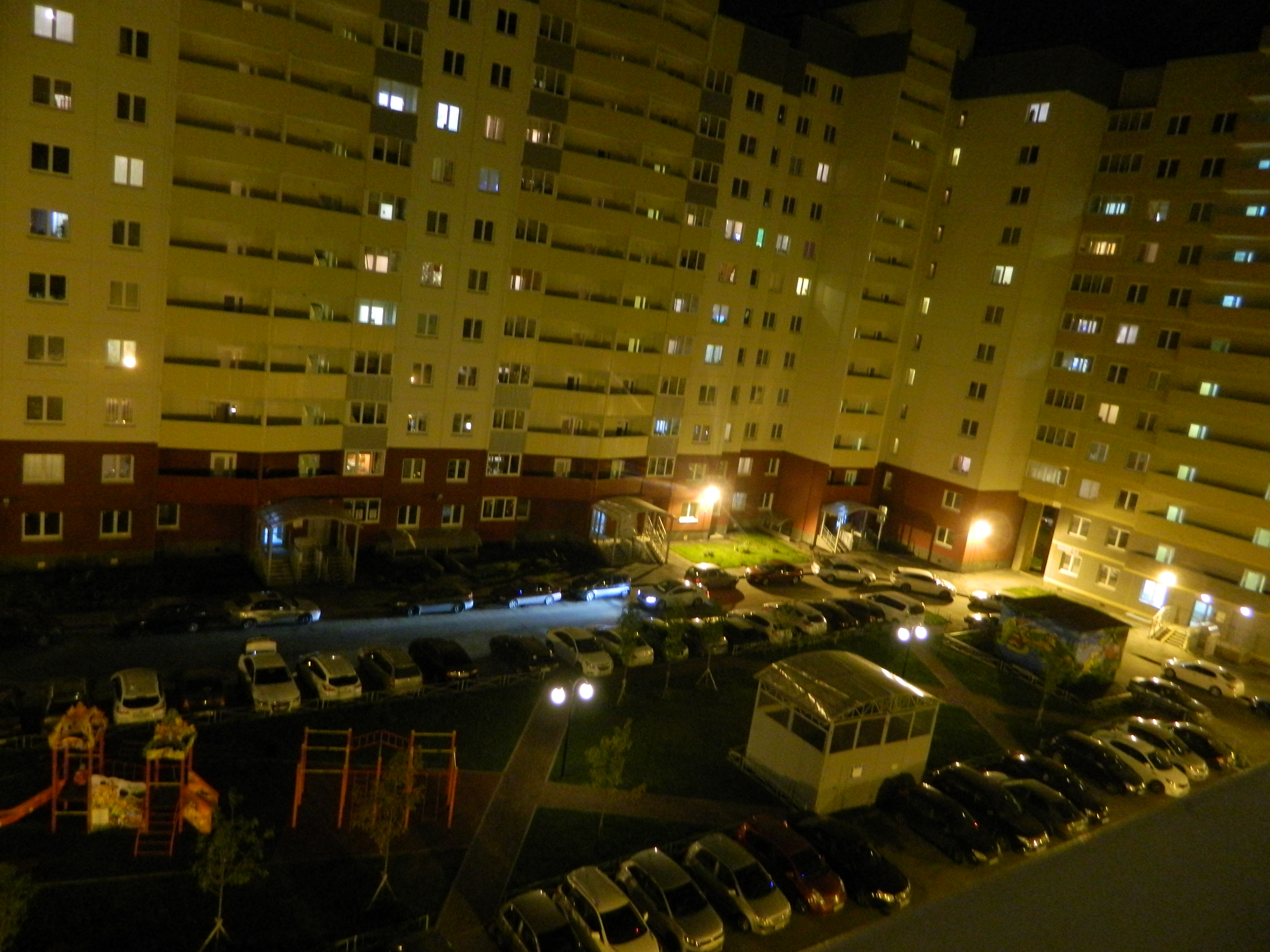
ЖК «Лучший выбор»

## Образование

### Среднее образование
- В городе 6 средних общеобразовательных школ, из них две с углублённым изучением отдельных предметов.
- Лицей № 1.
- На Христиновском проспекте расположена частная гимназия «Грейс».
- Среднее специальное образование можно получить во Всеволожском агропромышленном техникуме и филиале Ленинградского областного медицинского техникума на базе Всеволожской ЦРБ.

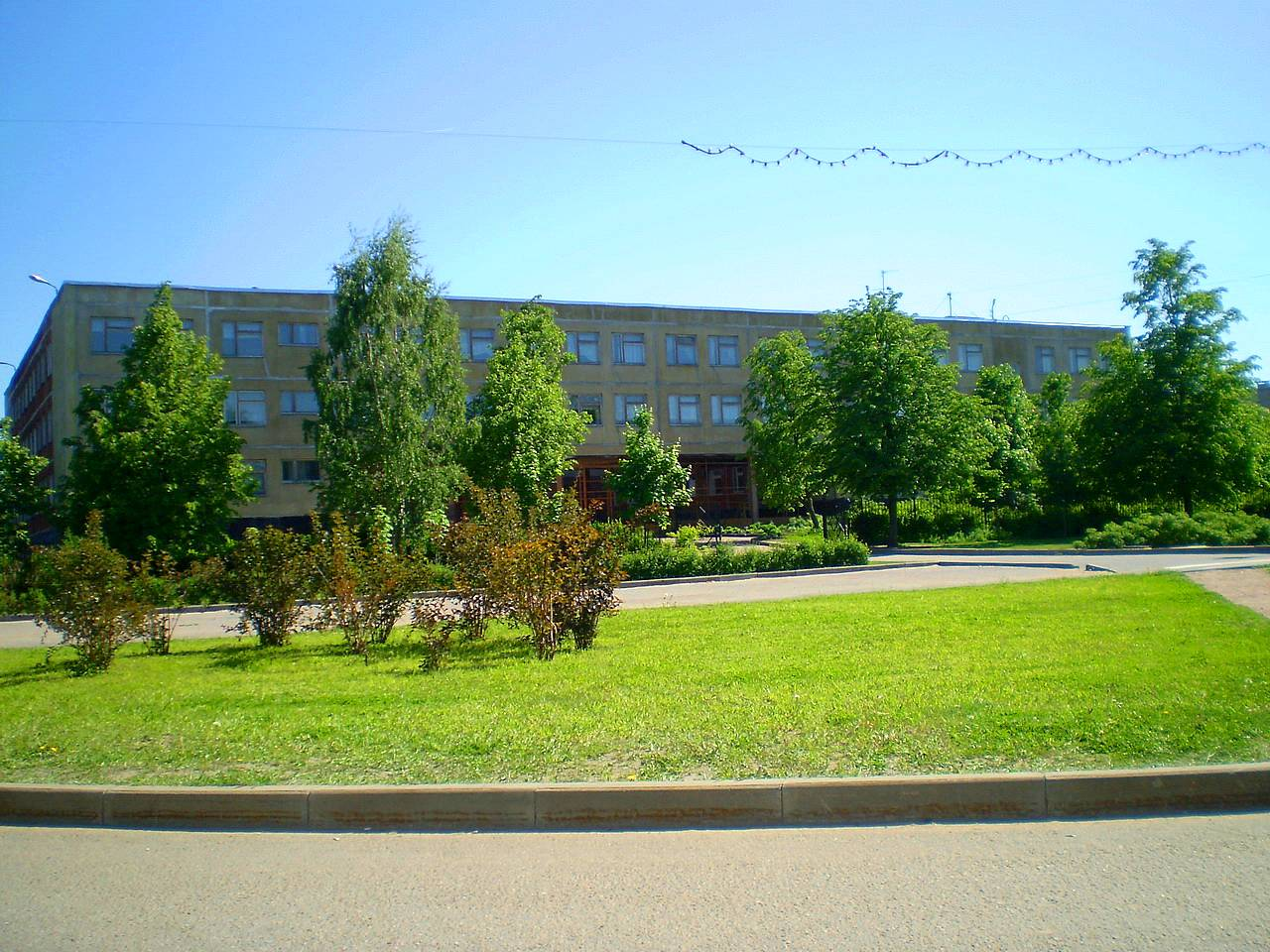
Школа № 3
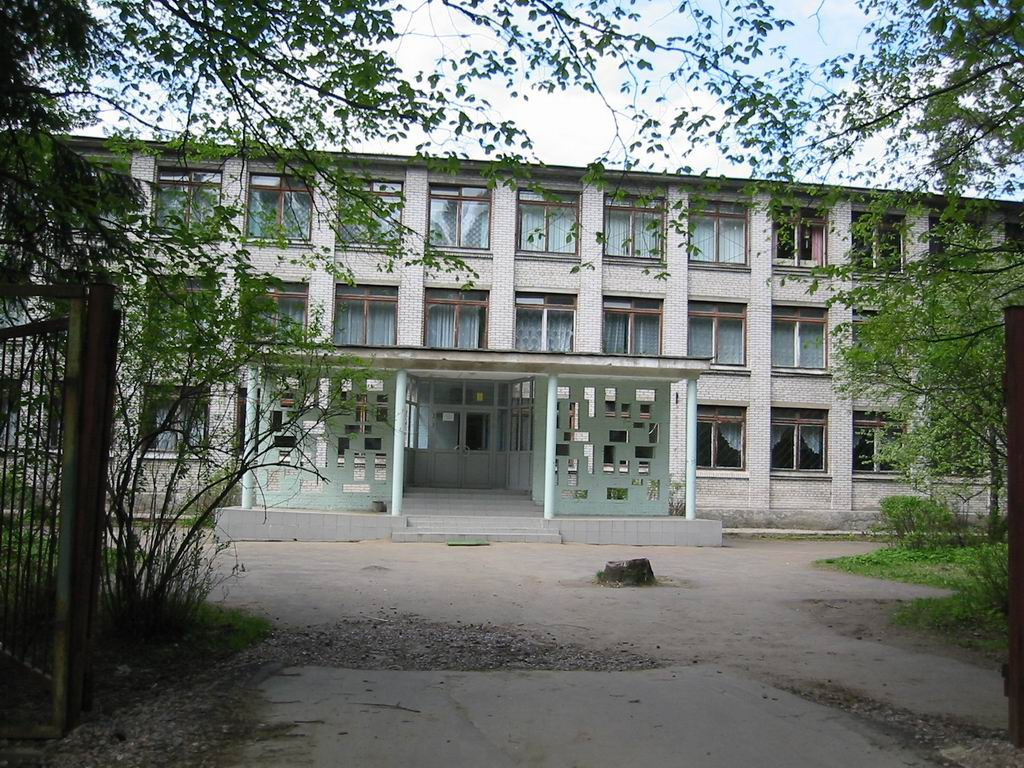
Школа № 5
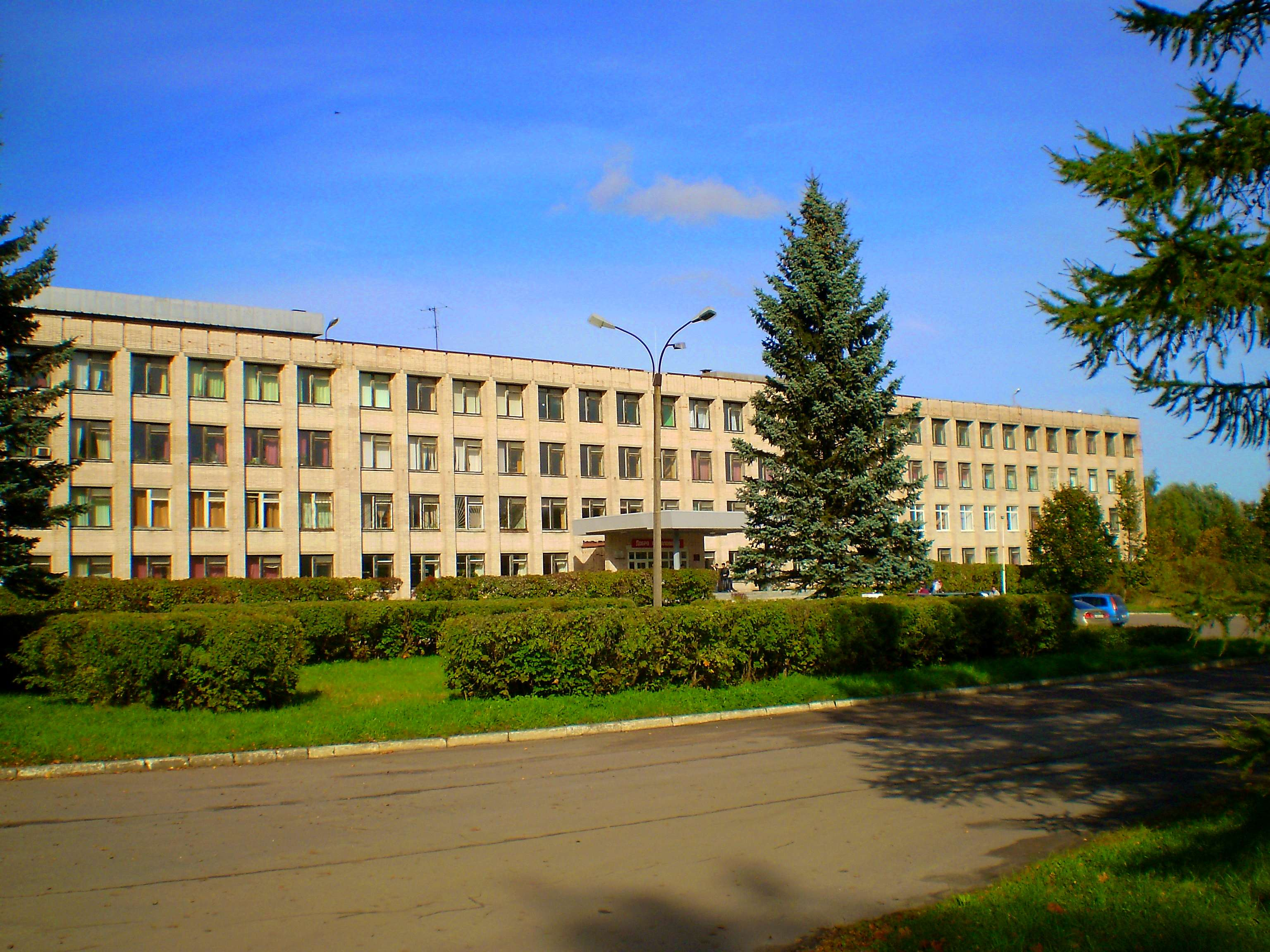
Всеволожский агропромышленный техникум

### Дополнительное образование
- Детская школа искусств им. М. И. Глинки (музыкальная школа, художественная школа, а также структурное подразделение «Южный»)
- Во Всеволожском Доме культуры действуют различные кружки, студии танцев и декоративно-прикладного творчества для детей всех возрастов.
- На базе СОШ № 4 в микрорайоне Котово Поле работает спортивная школа.
- В микрорайоне Мельничный Ручей на базе СОШ № 5, работает муниципальное образовательное учреждение дополнительного образования детей «Центр дополнительного образования детей „Центр информационных технологий“».
- В микрорайоне Бернгардовка работает Дворец детского (юношеского) творчества Всеволожского района.

Детская школа искусств им. М. И. Глинки
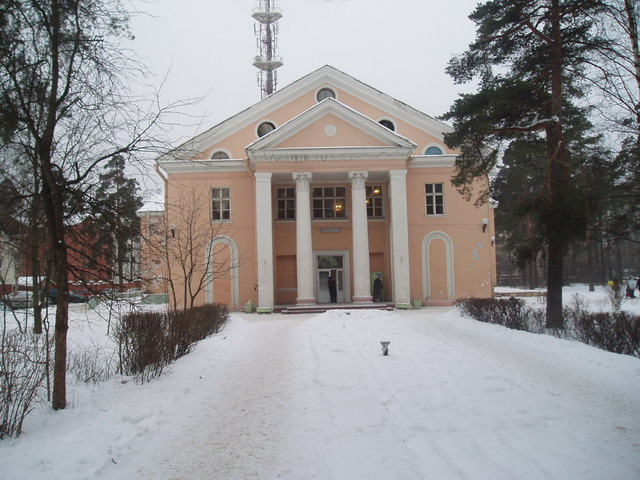
Всеволожский Дом культуры
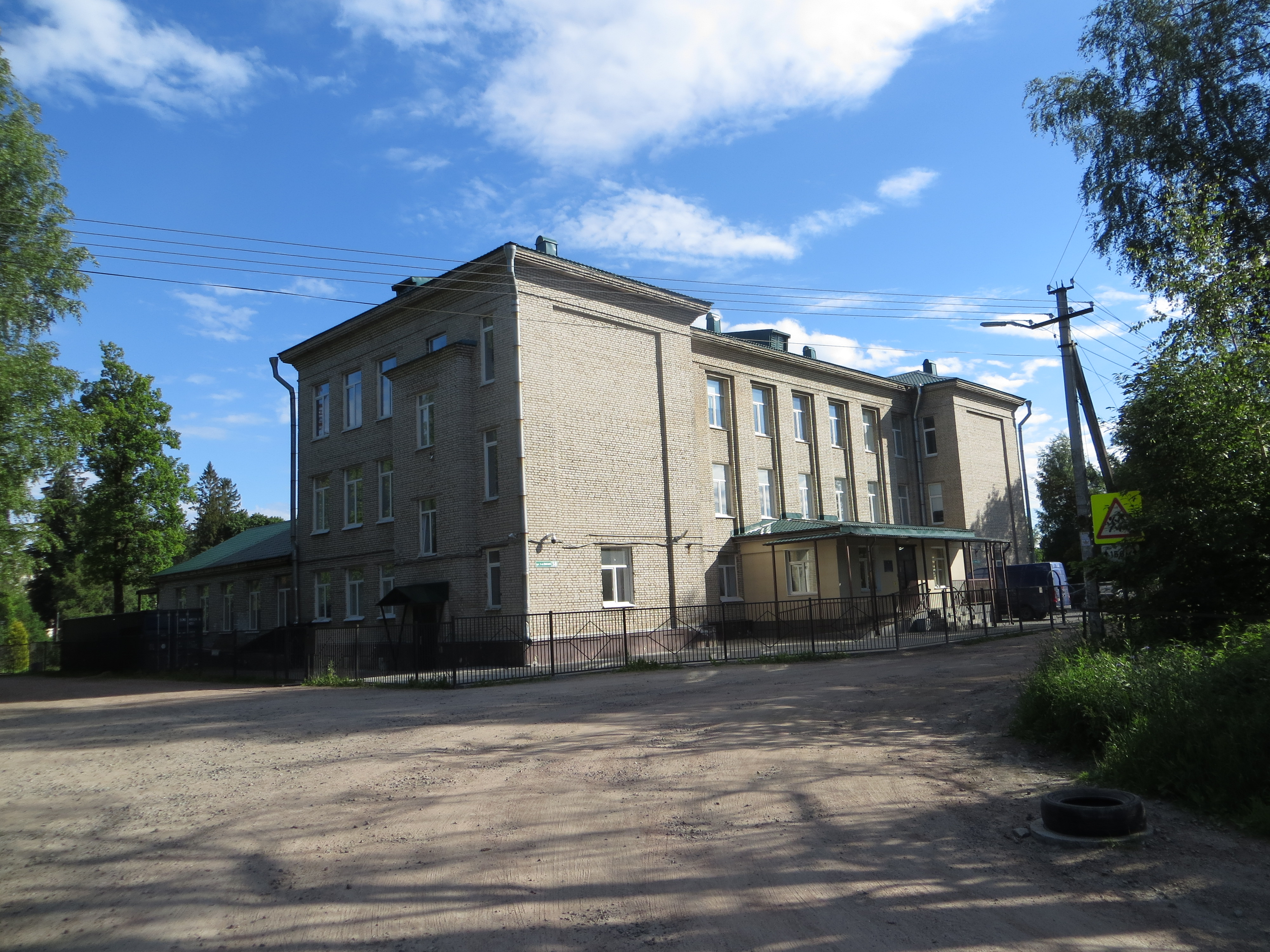
Дворец детского и юношеского творчества

## Культура

### Музеи
На въезде в город со стороны Санкт-Петербурга располагается бывшая усадьба первого директора Публичной библиотеки, президента Академии художеств А. Н. Оленина. В XIX веке усадьбу посещал А. С. Пушкин и ряд других выдающихся деятелей искусств. В наше время в ней действует литературно-художественный музей «Приютино», проводятся съёмки кинофильмов и телевизионных программ.
На пересечении Колтушского шоссе и Дороги жизни находится интерактивный музей «Дом авиаторов». Экспозиция размещена в здании 1774 года постройки, самом старом в городе Всеволожске, где когда-то находилась первая в России сыроварня придворного банкира Екатерины II, барона И. Ю. Фридрикса. С 1941 по 1943 год в этом здании был расположен дом отдыха лётчиков, сражавшихся в небе Ленинграда.
В микрорайоне Южный работают музеи: Национальный автомобильный музей, музей «Всеволожск в годы блокады», музей «Битва за Ленинград» им. З. Г. Колобанова, музей пластической древесины. На Колтушском шоссе работают: историко-краеведческий музей имени Г. Я. Вокка и «Музей кошки».

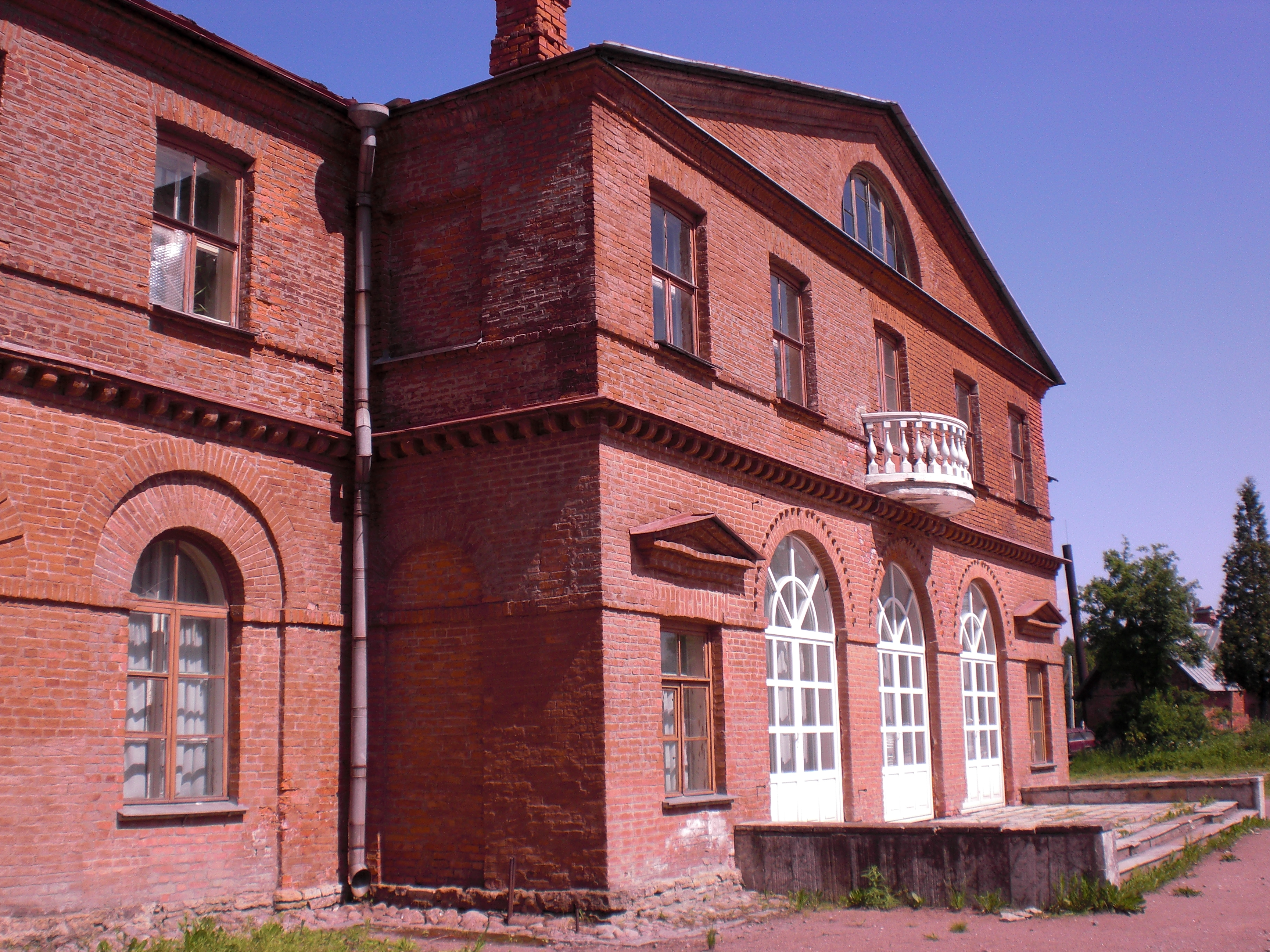
Литературно-художественный музей «Приютино»
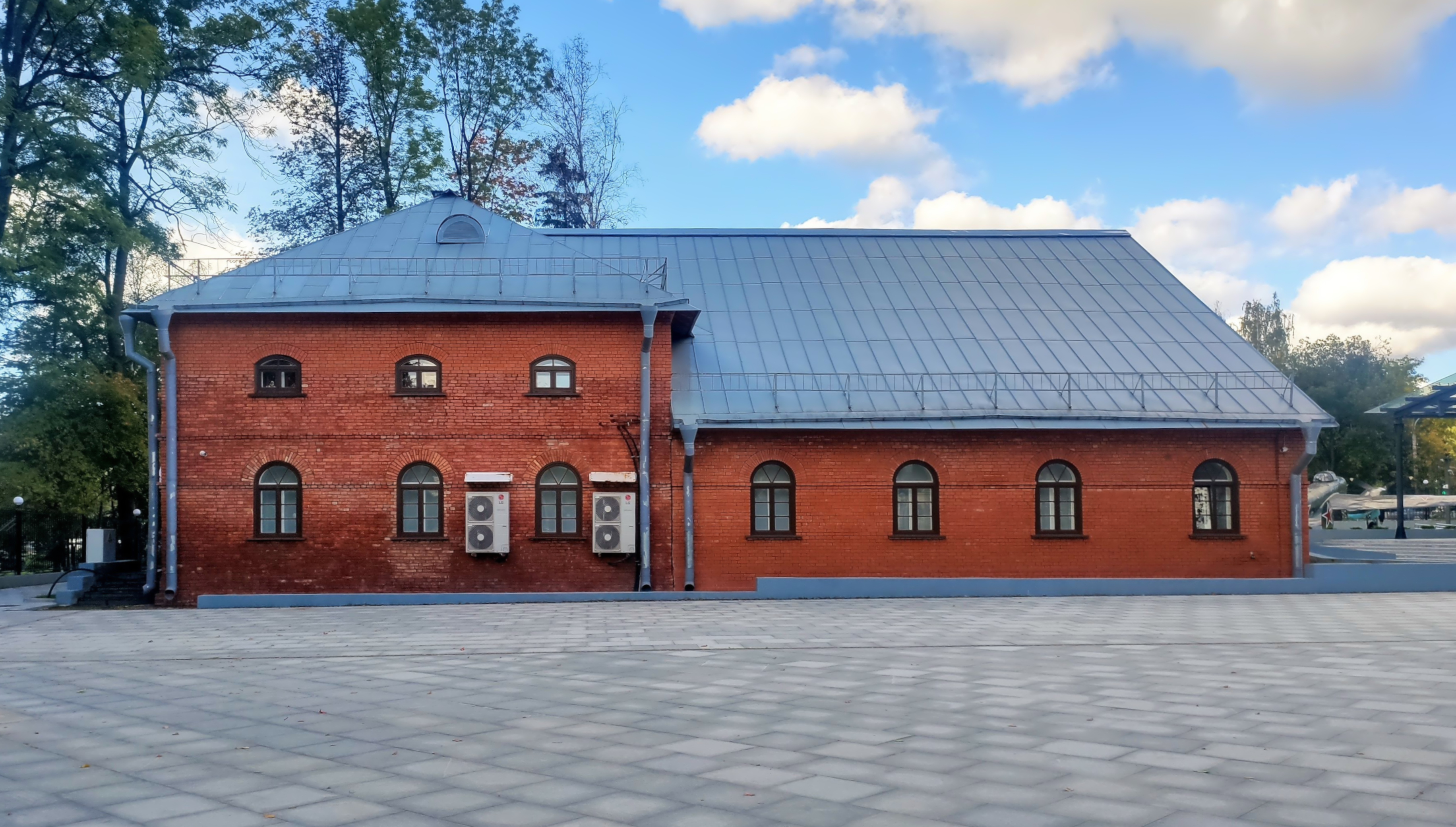
Южный фасад музея «Дом авиаторов»
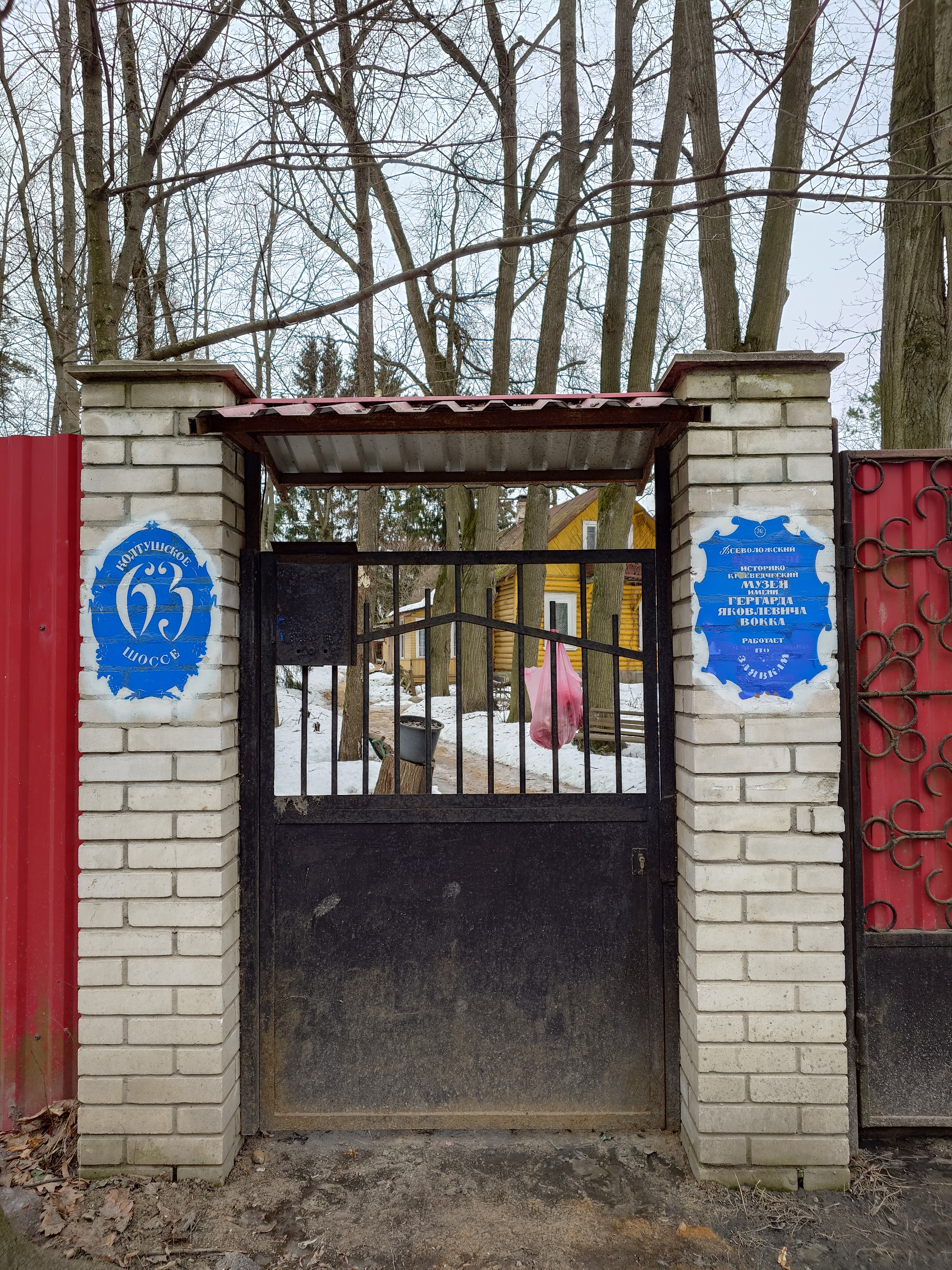
Историко-краеведческий музей

### Памятники
- Всеволоду Андреевичу Всеволожскому (на пересечении Октябрьского и Всеволожского проспектов)
- В. И. Ленину (на пересечении Всеволожского проспекта и Колтушского шоссе)
- Ледниковый валун «Детский» (во дворе одного из детских садов, занесён в перечень геологических объектов Ленинградской области, признанных специалистами памятниками природы[108])
- Народу-Победителю, на ул. Победы[109]
- Н. С. Гумилёву, во дворе церкви свв. равноапп. Константина и Елены[110]
- Памятная стела «Защитникам Отечества» в микрорайоне Южный[111]
- Памятные километровые столбы на «Дороге жизни»
- на Румболовской горе:
  - Мемориал Румболовская гора, входящий в состав Зелёного пояса Славы
  - Воинам-интернационалистам
  - Воинам, погибшим в Чечне
  - Ликвидаторам аварии на ЧАЭС
  - Героям Великой Отечественной войны — стела «Никто не забыт, ничто не забыто»
  - Памятник «полуторке»
  - Памятник жертвам блокады Ленинграда
  - Мемориал жертвам крушения A321 «Сад памяти»
  - Крест-кенотаф на месте вторичного захоронения Павла и Елены Всеволожских

Памятник В. А. Всеволожскому
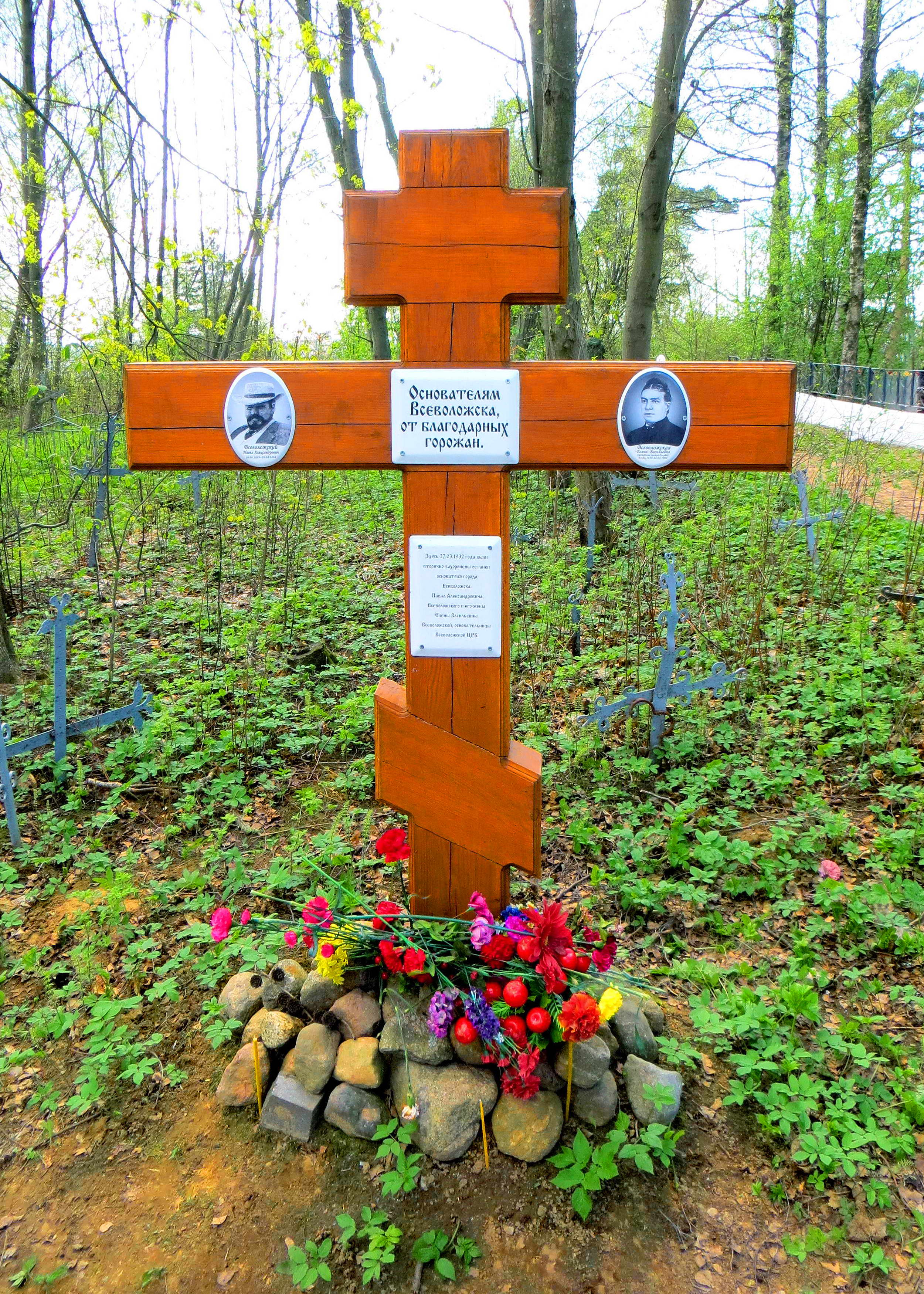
Крест на месте вторичного захоронения П. А. и Е. В. Всеволожских
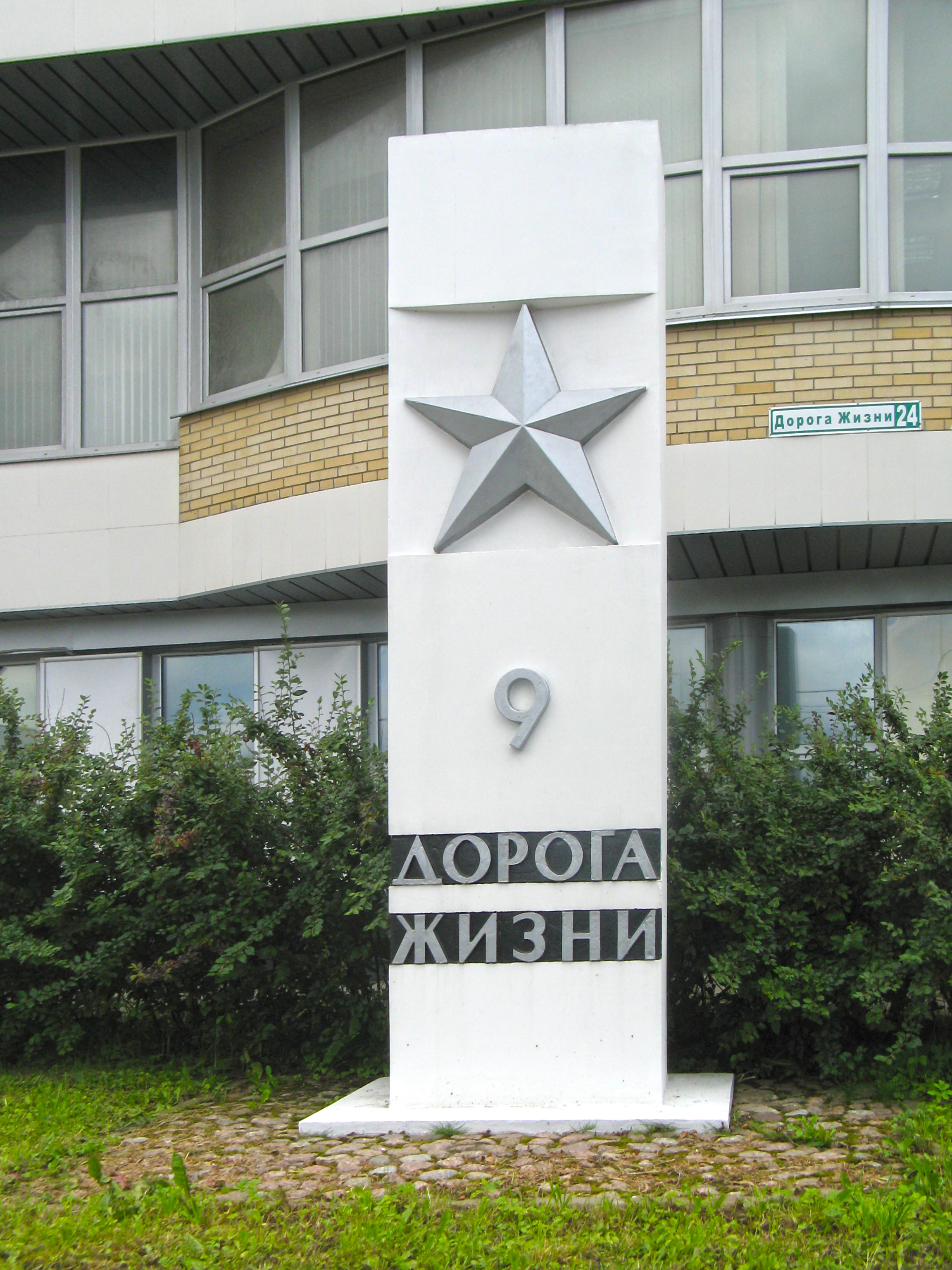
Памятный километровый столб на «Дороге жизни»

## Религия
- Лютеранская кирха Святой Регины Церкви Ингрии. Первая церковь на территории города Всеволожска. Освящена в 1778 году. Отремонтирована в 1913 году. Закрыта в 1937 году. Разрушена в 1945 году[112][113].
- Православный храм Спаса Нерукотворного Образа на Дороге жизни. Освящён 16 августа (29 августа) 1901 года. В октябре 1931 года закрыт. Возвращён Церкви в 1989 году. Повторно освящён 24 ноября 1991 года. Престольный праздник 29 августа. Храм — памятник архитектуры федерального значения[114]. При храме существует воскресная школа.
- Православная церковь Пресвятой Троицы. Храм освящён 30 октября 1904 года. Закрыт в 1938 году. Возвращён Церкви в 1945 году. Повторно освящён 16 декабря 1945 года. Престольный праздник — День Святой Троицы. Памятник истории и культуры[115]. При храме существует воскресная школа.
- Церковь евангельских христиан-баптистов города Всеволожск (1992).
- Буддийский центр (1992)[116].
- Православная церковь св. вмч. Пантелеймона (1996).
- Православная церковь свв. равноапп. Константина и Елены (2001).
- Армянская Апостольская церковь Пресвятой Матери Богородицы (2003).
- Православная церковь св. прав. Иоанна Кронштадтского (2006).
- Православная церковь св. архистратига Божия Михаила (2013).
- Православная церковь преп. Серафима Саровского (2015).
- Православная церковь воскрешения св. прав. Лазаря (2016).
- Православная церковь Рождества Пресвятой Богородицы (2018).
- Православная церковь преподобного Алексия, Человека Божия (2022).

По данным Министерства юстиции РФ на январь 2022 года в городе Всеволожске зарегистрировано 11 религиозных организаций, в том числе: 8 православных, 2 пятидесятнические и 1 баптистская. Православные храмы города принадлежат ко Всеволожскому благочинию Выборгской епархии РПЦ.

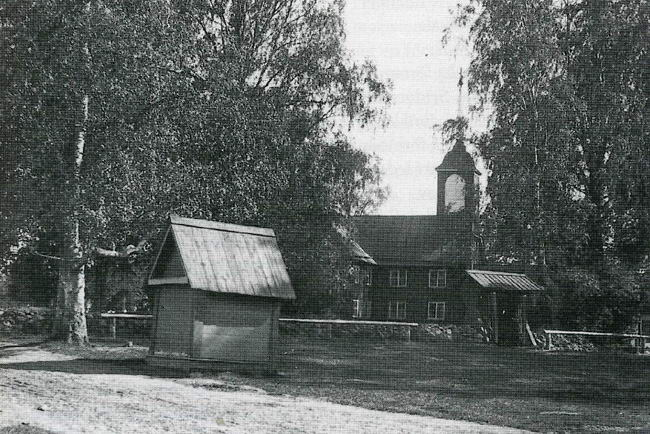
Кирха святой Регины
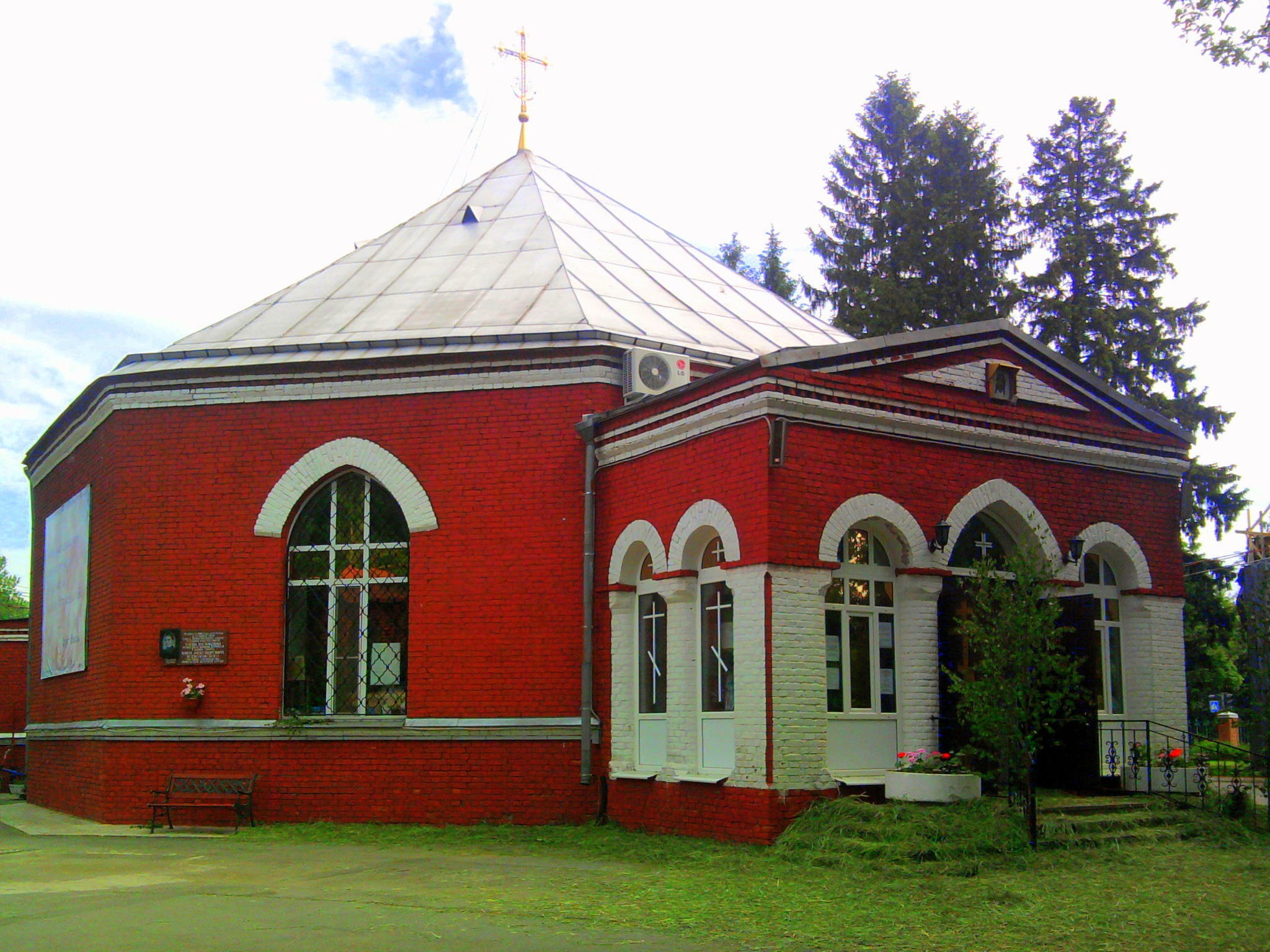
Церковь Спаса Нерукотворного
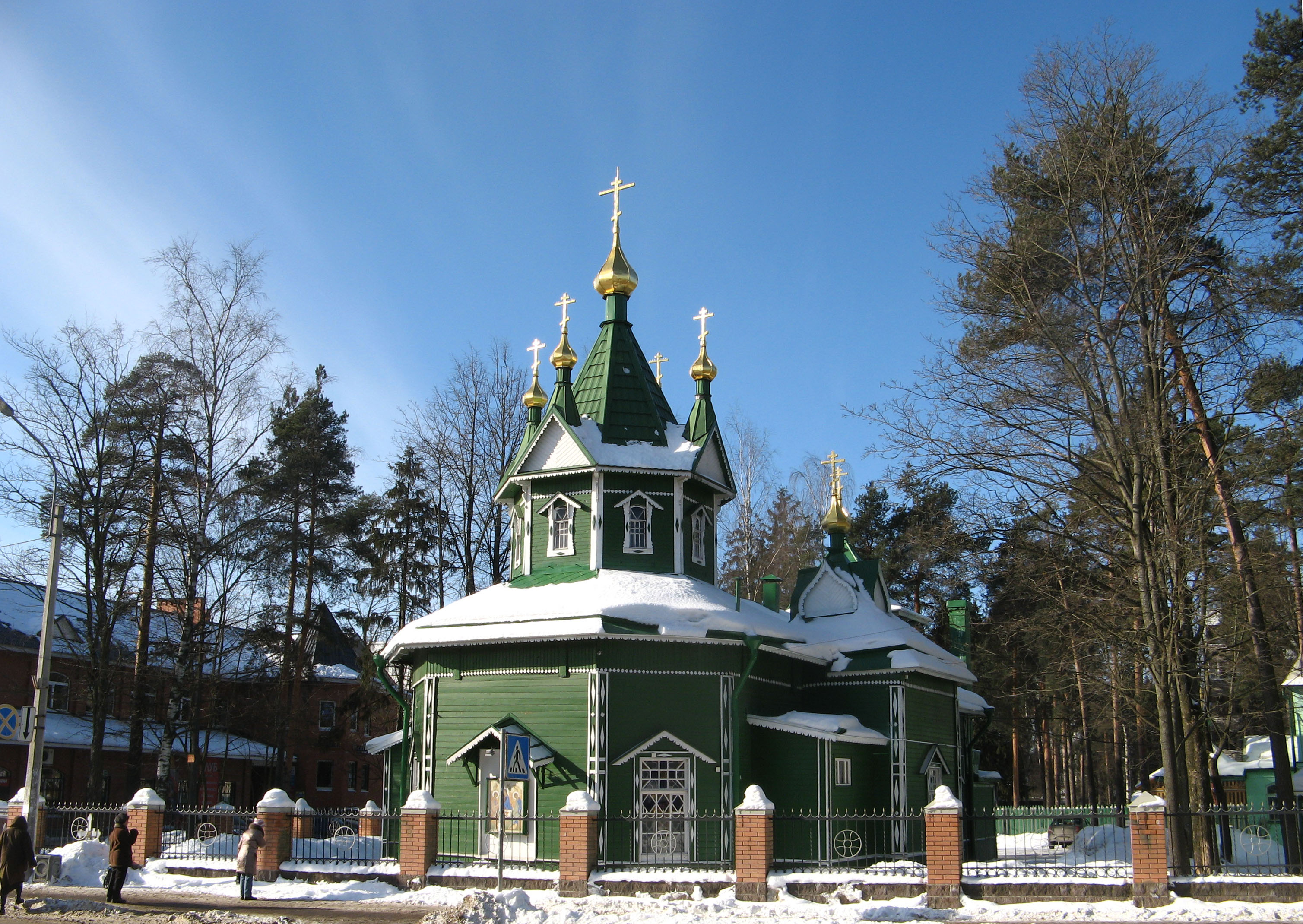
Церковь Пресвятой Троицы
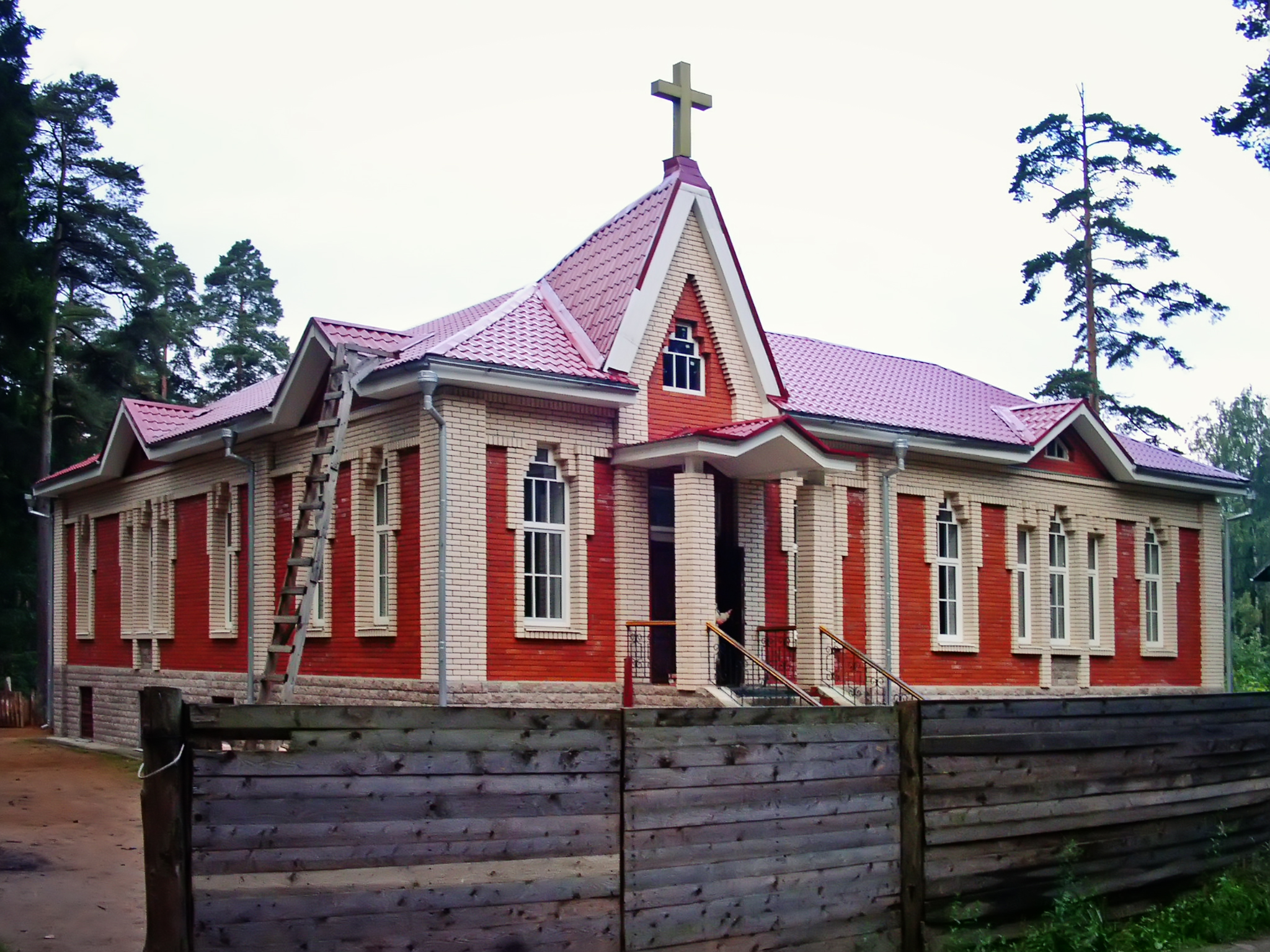
Церковь евангельских христиан-баптистов
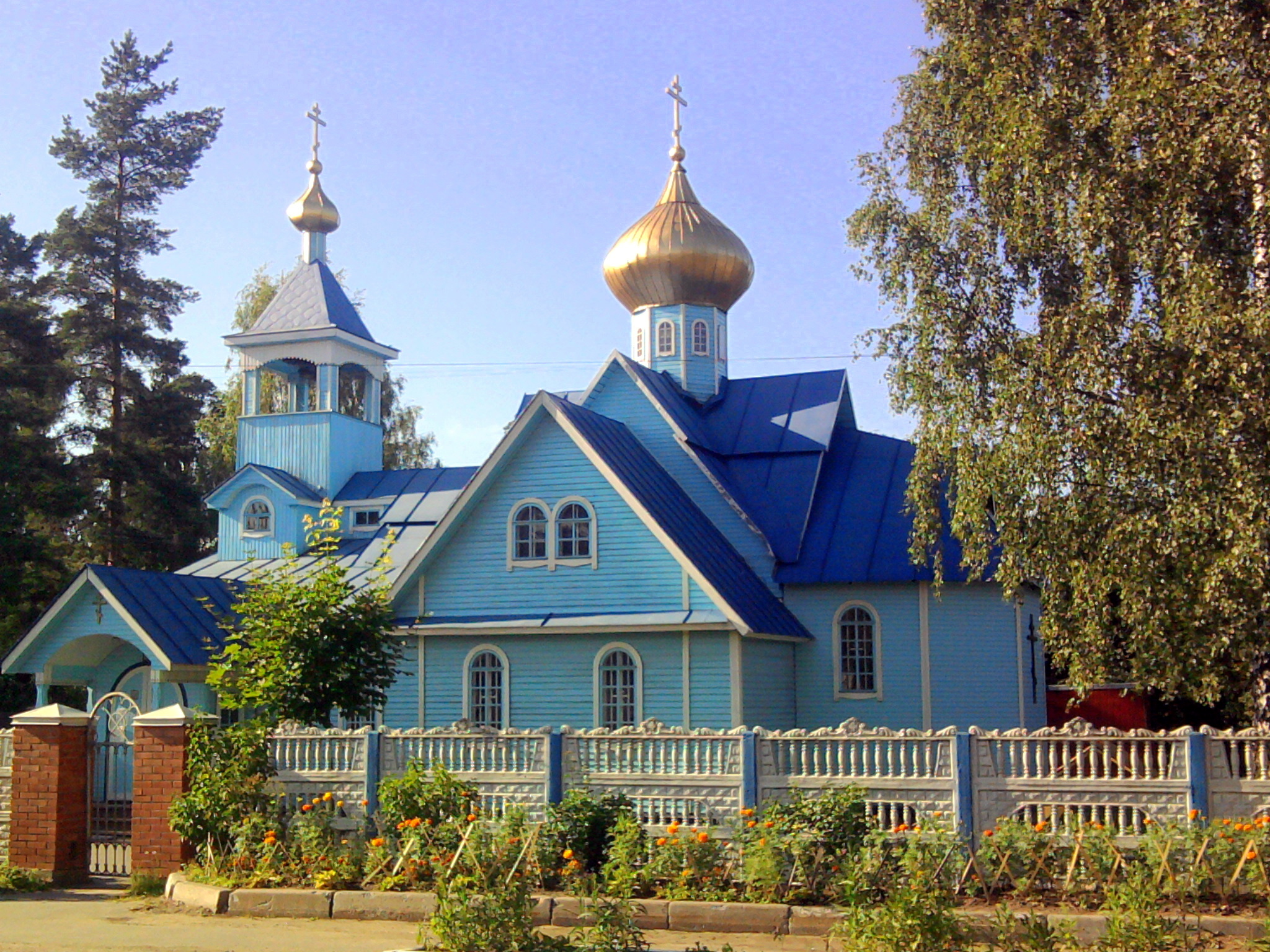
Церковь Святых Константина и Елены
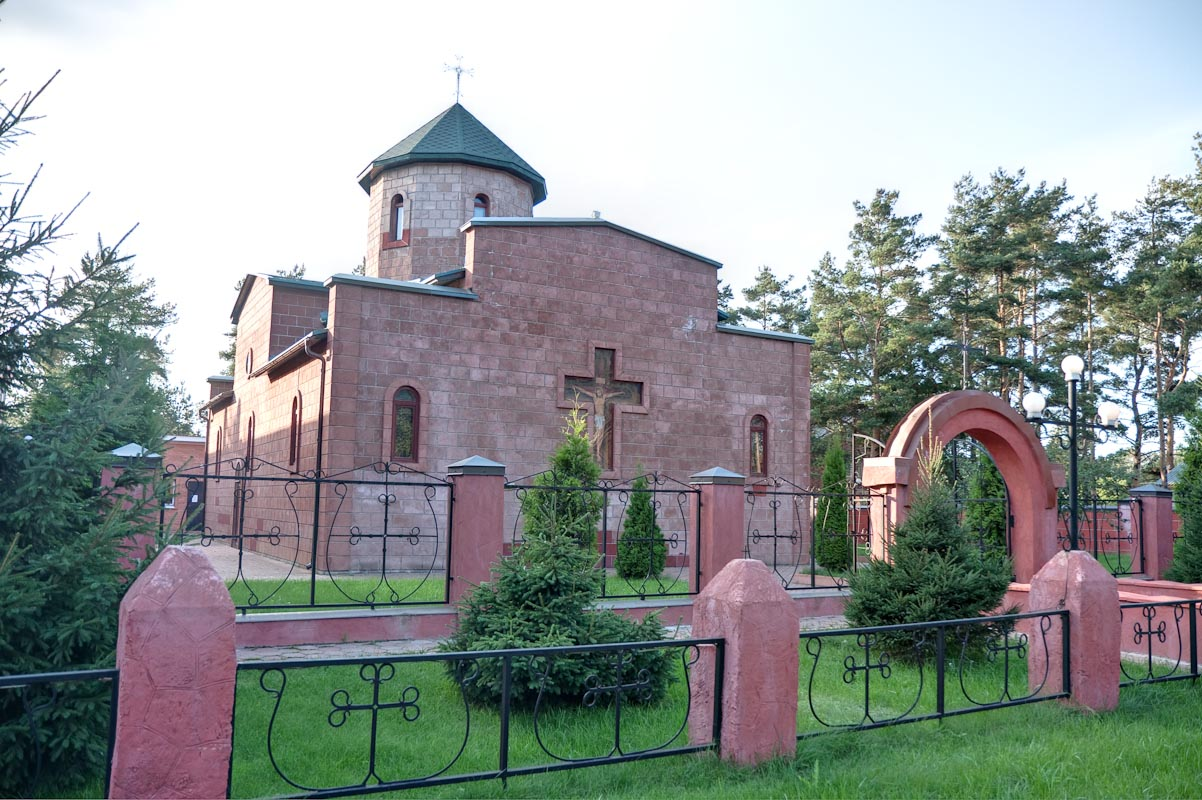
Армянская церковь

## СМИ
По радиотрансляционной сети вещает несколько часов в неделю радио «Всеволожск». Передачи этой муниципальной радиостанции знакомят слушателей с новостями города.

### Печатная пресса
В городе издаются газеты «Всеволожские Вести», «Всеволожская городская газета» и «Всеволожск Городская жизнь», которые помимо новостей города и района публикуют официальную информацию местной администрации, а также учреждённая профсоюзом защиты пенсионеров газета «Ветеранская правда».

## Инфраструктура

### Транспорт
Доехать до Всеволожска можно на пригородном электропоезде Ириновского направления с Финляндского вокзала либо на маршрутном такси (№ 430, 462, 462Р — от ст. метро  Улица Дыбенко, № 530 — от ст. метро  Площадь Ленина). Через город Всеволожск проходит железнодорожная ветка Ириновского направления Октябрьской железной дороги с тремя станциями (в порядке удаления от Санкт-Петербурга): Бернгардовка, Всеволожская, Мельничный Ручей. У железнодорожной станции Всеволожская находится автобусная станция.

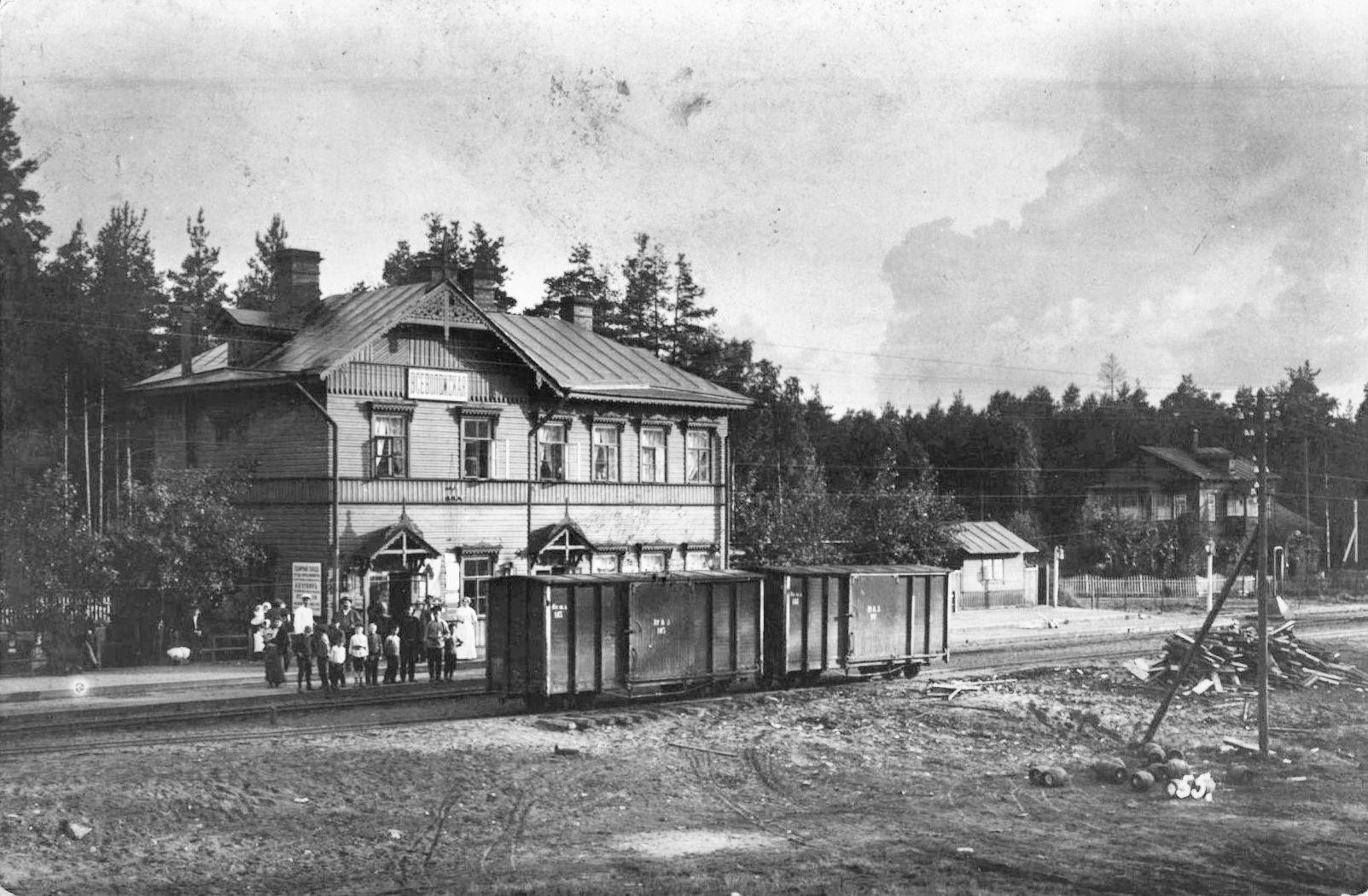
Станция Всеволожская. 1910-е годы
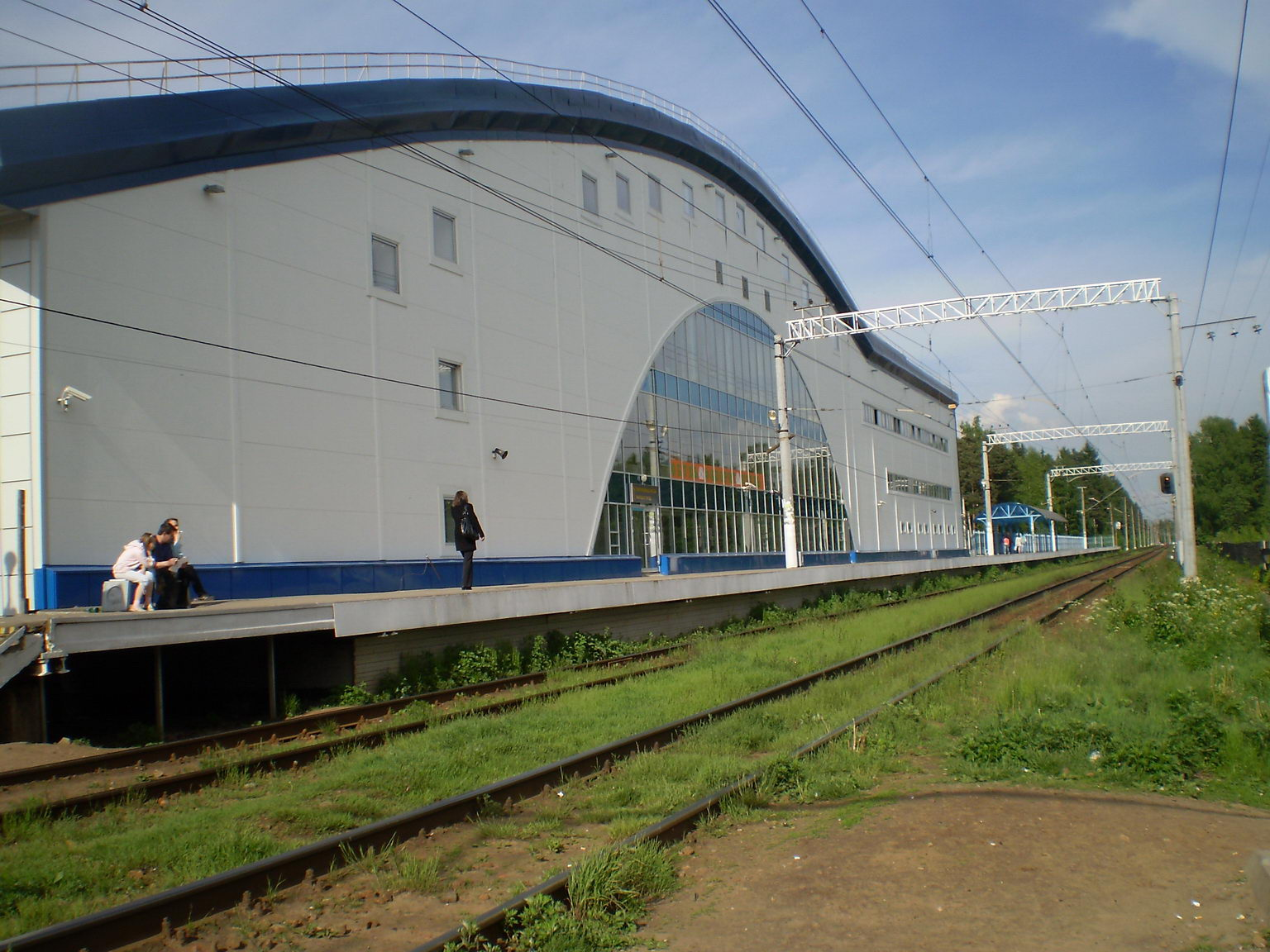
Платформа Всеволожская. 2010 год
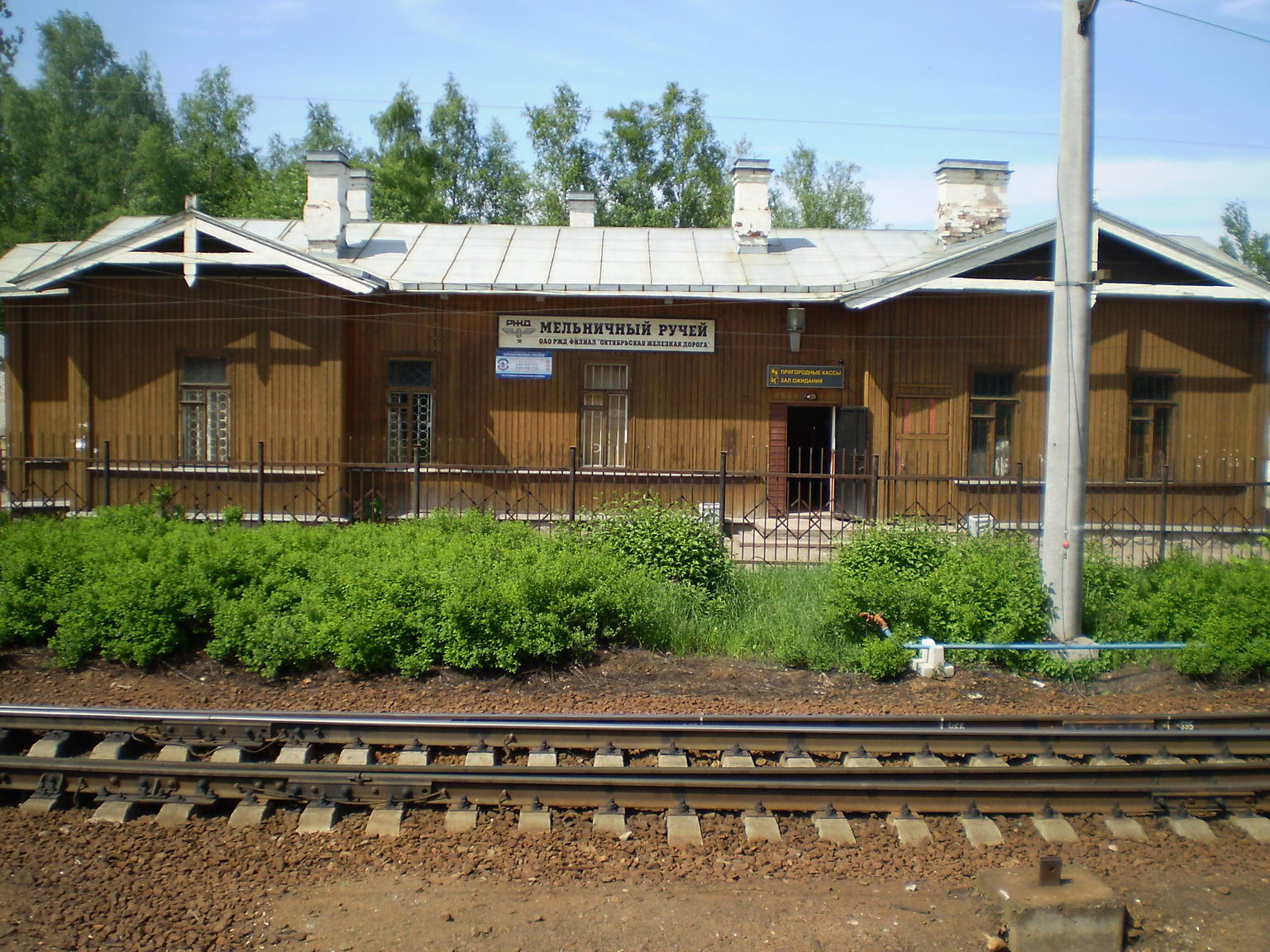
Станция Мельничный Ручей

Из Всеволожска идут автобусы в различные населённые пункты района, по территории города курсируют местные автобусы. Пригородные маршруты:
- № 531 г. Всеволожск (ЦРБ) — Колтуши — станция метро  Проспект Большевиков, протяжённость — 18,1 км

Городские маршруты:
- № 4 пл. Всеволожская — мкр. Южный, протяжённость — 5 км
- № 5 пл. Всеволожская — пл. Всеволожская (круговой), протяжённость — 5 км
- № 6 пл. Всеволожская — ЦРБ — мкр. Мельничный Ручей, протяжённость — 9,5 км
- № 7 пл. Всеволожская — ЦРБ — Приютино, протяжённость — 8,8 км
- № 8 пл. Всеволожская — Промзона «Кирпичный Завод», протяжённость — 16 км
- № 9 пл. Всеволожская — мкр. Хутор Ракси, протяжённость — 8 км (маршрут закрыт)
- № 10 пл. Всеволожская — мкр. Сельхозтехникум, протяжённость — 4 км
- № 11 мкр. Южный — мкр. Бернгардовка — мкр. Котово Поле — ЦРБ.

Муниципальные маршруты:
- № 512 пл. Всеволожская — пос. им. Морозова, протяжённость — 38 км
- № 601 пл. Всеволожская — пос. Углово, протяжённость — 10,8 км
- № 601а пл. Всеволожская — пос. Романовка, протяжённость — 7,9 км
- № 602 пл. Всеволожская — дер. Коккорево, протяжённость — 34,5 км
- № 602а пл. Всеволожская — пос. Рахья, протяжённость — 19,9 км
- № 603 пл. Всеволожская — пос. Красная Звезда, протяжённость — 32 км
- № 604 пл. Всеволожская — Хапо-Ое — пос. Невская Дубровка, протяжённость — 37,9 км
- № 607 пл. Всеволожская — дер. Лепсари, протяжённость — 19,2 км
- № 618 пл. Всеволожская — т.ц. «„МЕГА“-Дыбенко».
- № 622 пл. Всеволожская — дер. Гарболово, протяжённость — 72,48 км
- № 625 пл. Всеволожская — г. Сертолово, протяжённость — 62,4 км[123].

Широко развиты таксопарки — в городе и районе работает множество таксомоторных предприятий. Первый таксопарк в городе Всеволожске был образован в 1971 году.

### Гостиницы
- Мотель «Карина»
- Олимп
- Пилигрим
- Мотель «Рио»
- Старые Традиции
- MillCreek[125]

### Кладбища
- Старое финское кладбище (ул. Нагорная). Лютеранское кладбище. Открыто в 1778 году при кирхе Святой Регины. Место вторичного захоронения (27.03.1932) основателей города Всеволожска П. А. и Е. В. Всеволожских[126][127].
- Рябовское кладбище (ул. Парковая, 5). Лютеранское и православное кладбища. Лютеранское открыто в 1887 году. Площадь 1 га. 19 сентября 1921 года с южной стороны к нему было добавлено православное кладбище площадью 0,75 га[128][129].
- Всеволожское кладбище № 1 (ул. Лиственная). Открыто в 1942 году[130][131].
- Всеволожское кладбище № 2 (лесной массив в 1 км к юго-западу от Всеволожского кладбища № 1). Открыто в 1974 году. Общая площадь составляет 25 Га. На территории кладбища есть часовня Воскрешения Святого Праведного Лазаря, построенная в 2011 году[132].

## Улицы
- Во Всеволожске 187 улиц, 46 переулков, 25 проспектов, 15 проездов, 5 линий, 4 бульвара, 3 шоссе и 1 аллея[133].
- Всеволожская улица есть в Санкт-Петербурге, посёлке Полуночное Свердловской области, посёлке Осельки и дачном посёлке при деревне Лехтуси Всеволожского района[134].
- В Москве есть Всеволожский переулок.
- См. также: Всеволожский проспект, Колтушское шоссе, Советская улица.

## Жилищно-коммунальное хозяйство
Во Всеволожске обслуживают и управляют жилым фондом 26 управляющих компаний, 27 товариществ собственников жилья, всего 79 организаций жилищно-коммунального хозяйства. Жилой фонд составляет 833 дома, площадью 3 375 019 м².

## Здравоохранение
На перекрёстке Дороги жизни и Колтушского шоссе расположена Всеволожская клиническая межрайонная больница (ЦРБ) — многопрофильное медицинское учреждение, обслуживающее весь район.
В городе работают частные многопрофильные клиники: «Витамед», «Инфант», «Линия жизни», «Медиус», «Новая Терапия». Также работают частные стоматологические и три ветеринарные клиники.

## Парки и отдых
На территории города находятся следующие парковые зоны и природные заказники (в скобках указаны устаревшие названия):
- Парк «Софиевка»,
- Парк Кенша,
- Румболовский парк (35 га),
- Парк «Приютино»,
- Парк «Загородное» (т. н. «Дача Жданова»),
- Парковая зона «Кочубеевская» (6 га),
- Парковая зона «Достоевская» (27,97 га),
- Парковая зона «Державинская» (40,26 га),

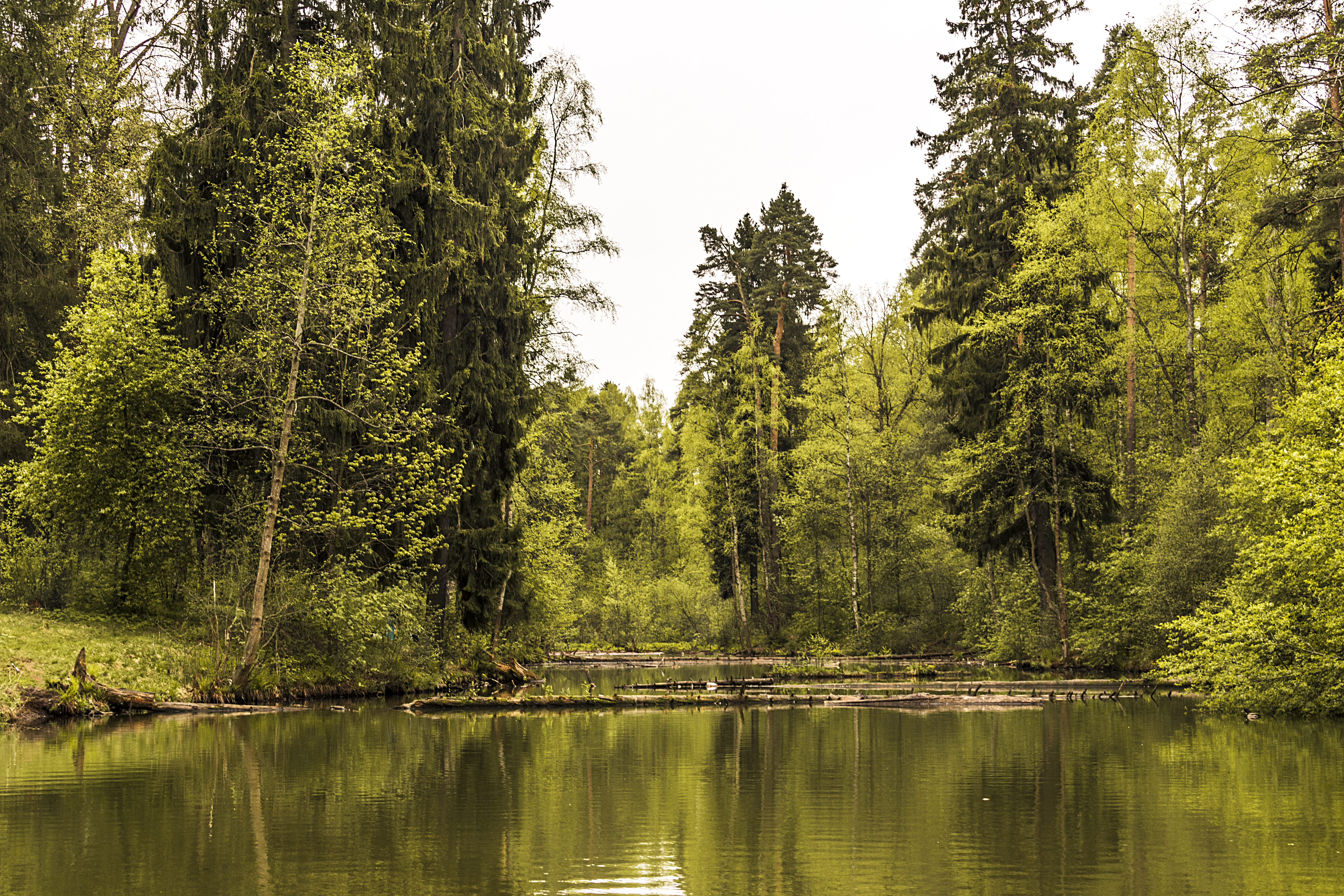
Парк Софиевка
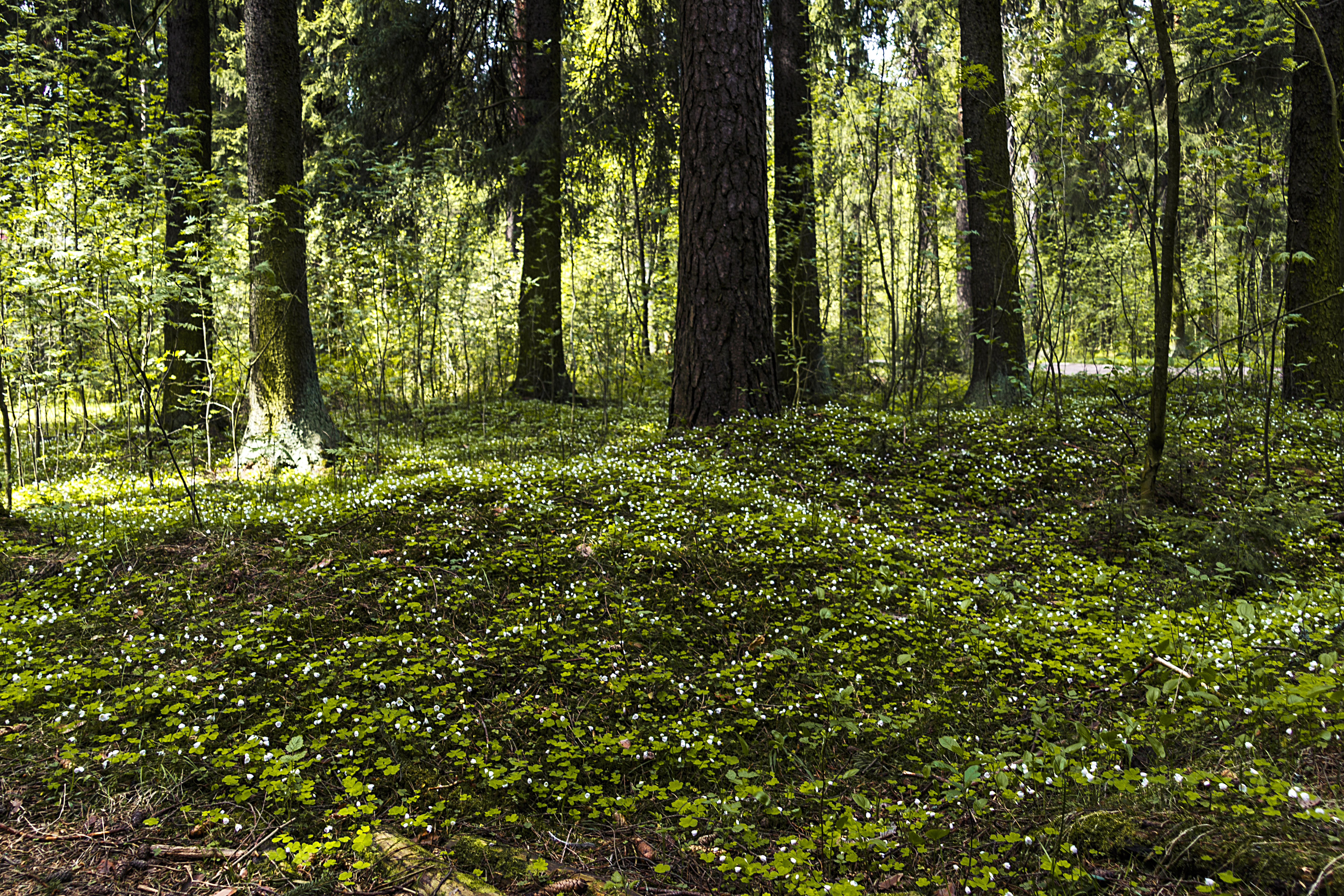
Парк Кенша
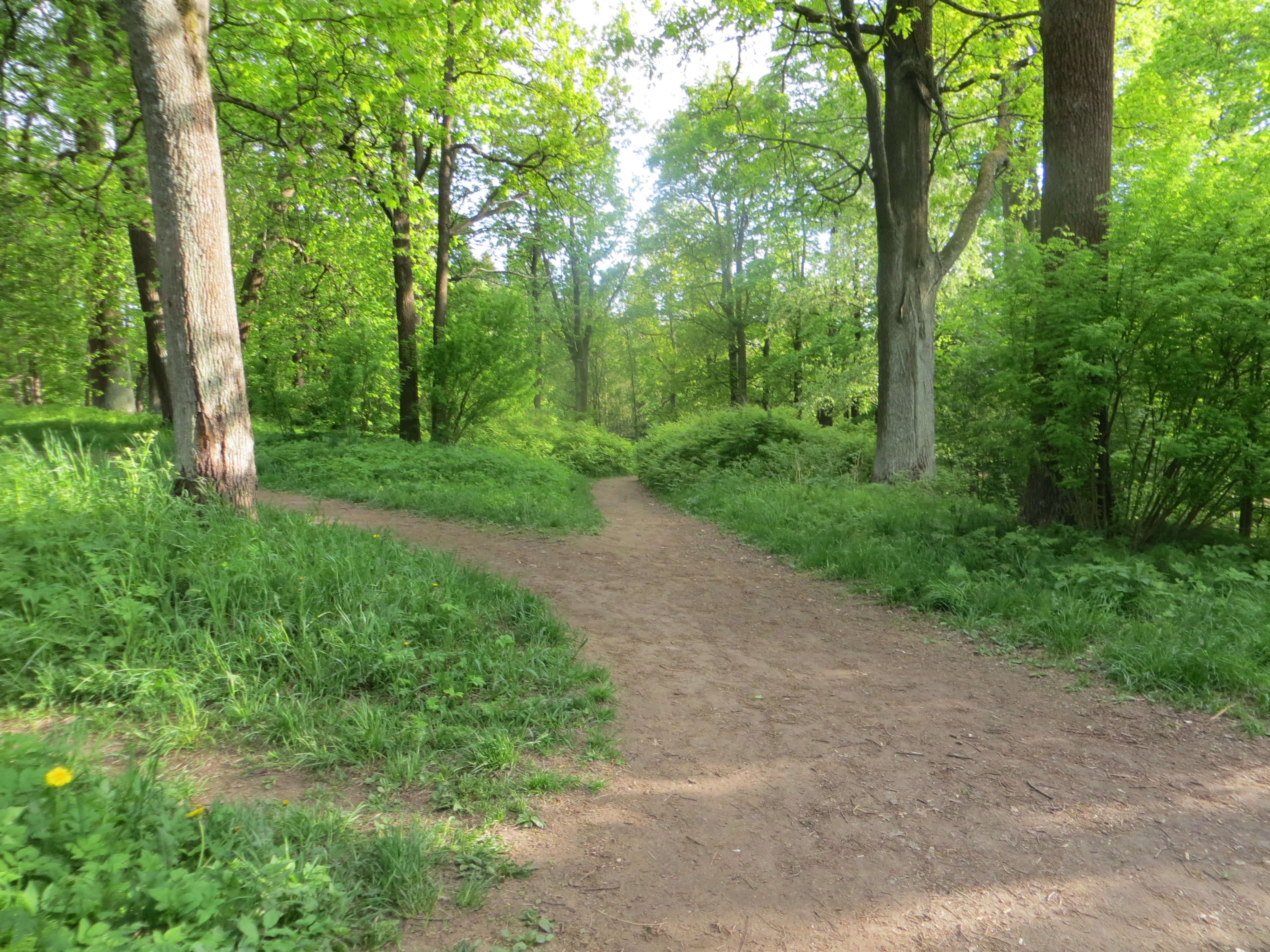
Румболовский парк
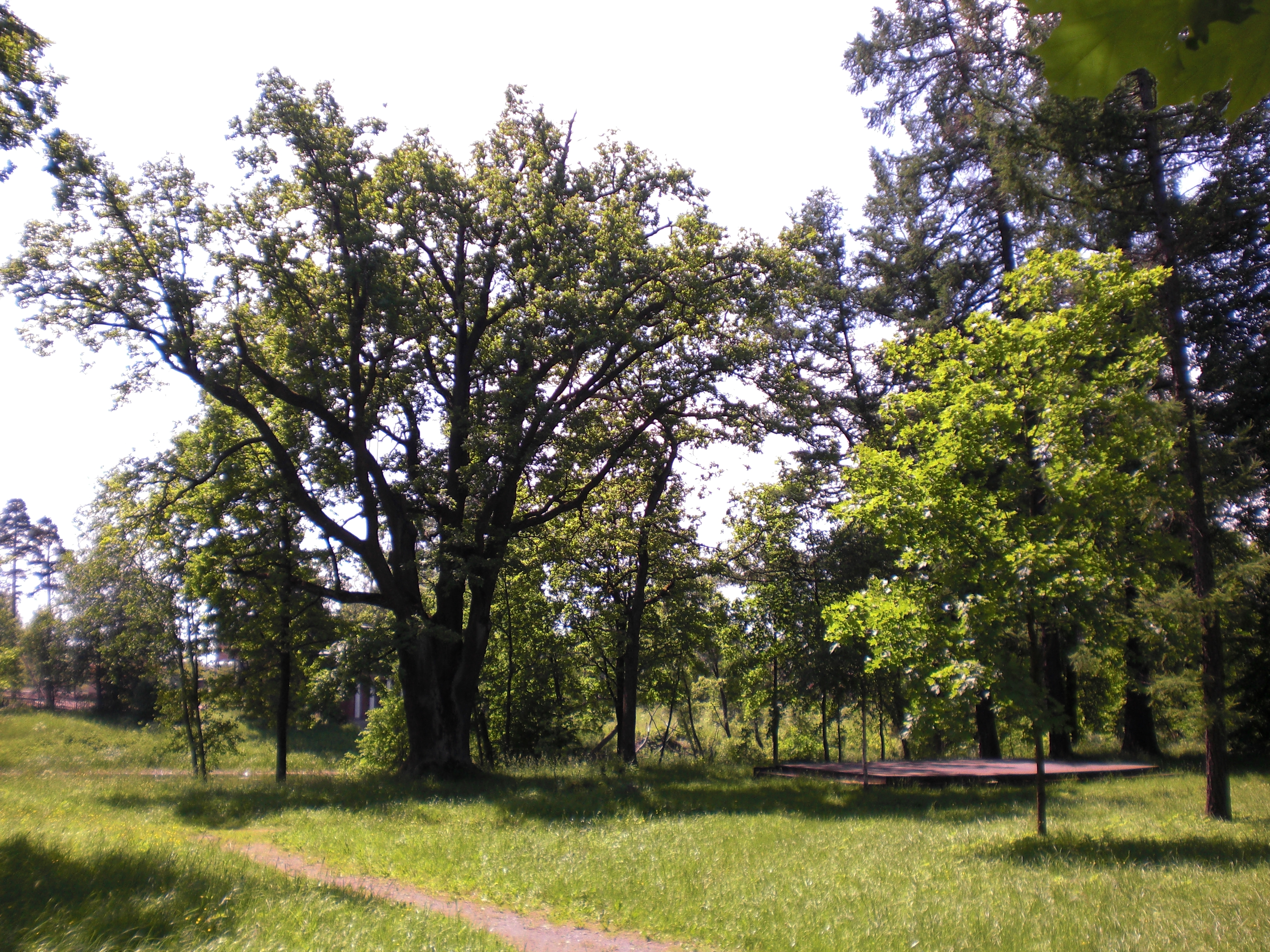
Парк «Приютино»
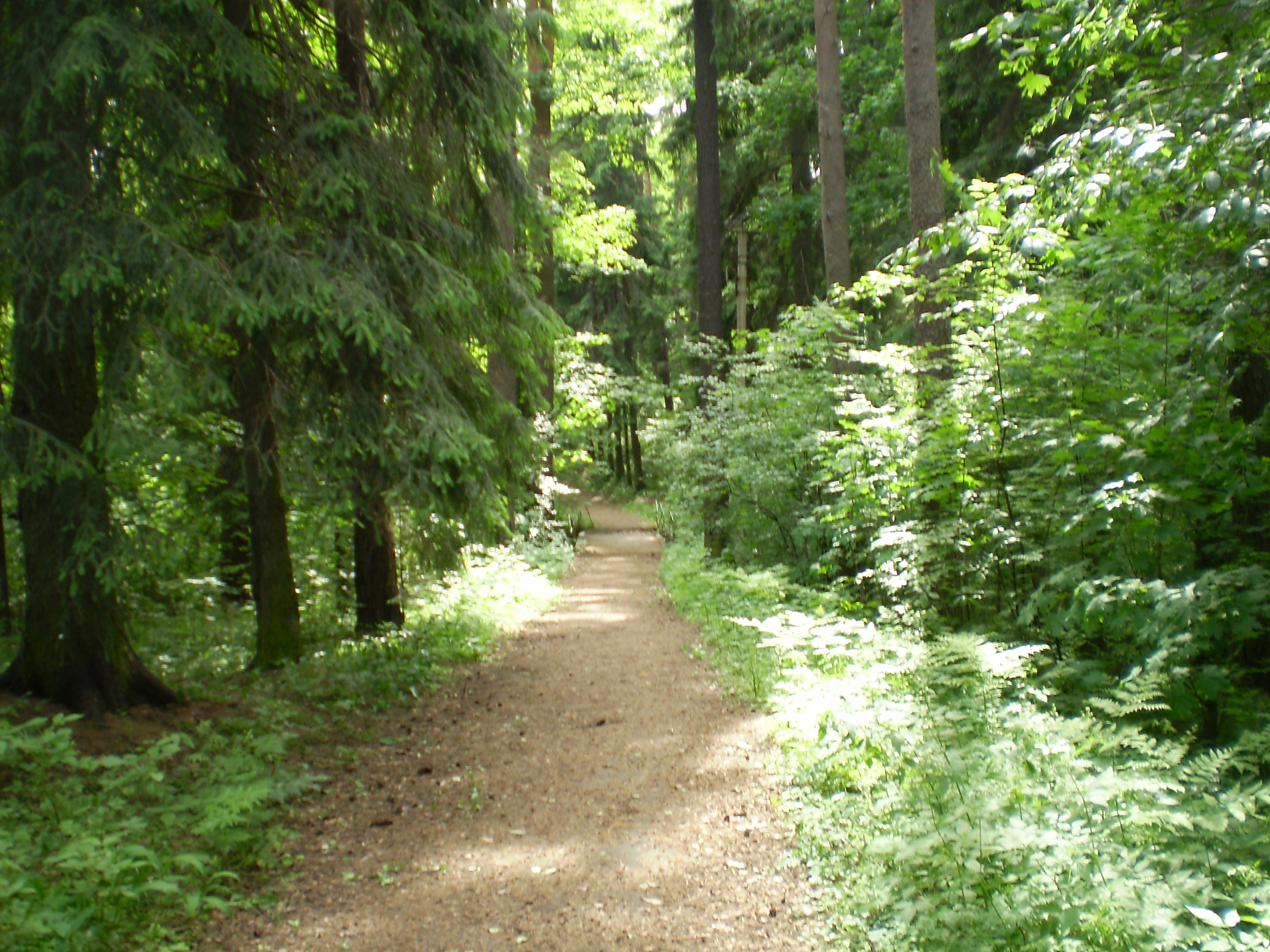
Парк «Загородное»
Парковая зона «Кочубеевская»

В городе действуют следующие общественные пространства и рекреационные зоны:
- Рекреационная зона «Алексеевский парк» (2017)[136]
- Общественное пространство «Парк Песчанка» (2020)
- Общественное пространство «Нижний парк» (2023)

Крупные водоёмы на территории города (в скобках указаны устаревшие названия):
- оз. 1-е Ждановское (Симоново),
- оз. 2-е Ждановское (Андроново),
- оз. Круглое (Большое),
- оз. Длинное (Долгое),
- оз. Бездонное (Круглое, Малое)
- оз. Школьное
- карьер Пугарево

В настоящее время все озёра признаны непригодными для купания. С востока на запад Всеволожск пересекает река Лубья. В районе пересечения реки Колтушским шоссе, рядом с плотиной, был образован искусственный водоём для купания. В 2010 году водоём соединили с рекой, что сделало его непригодным для купания.

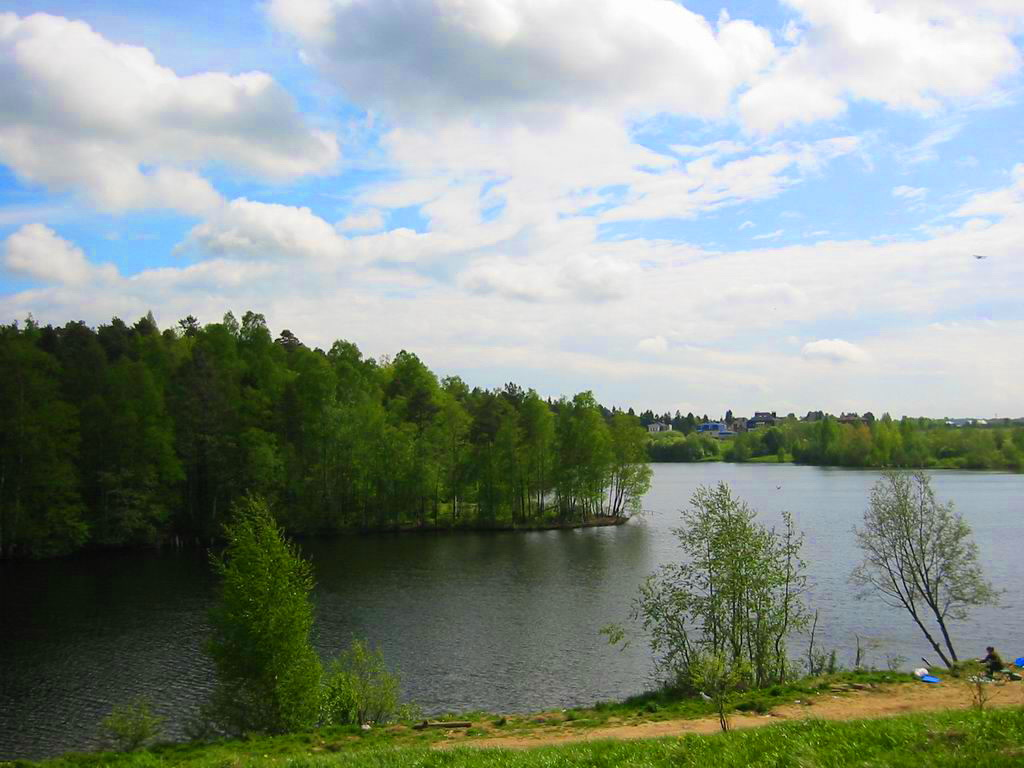
1-е Ждановское озеро
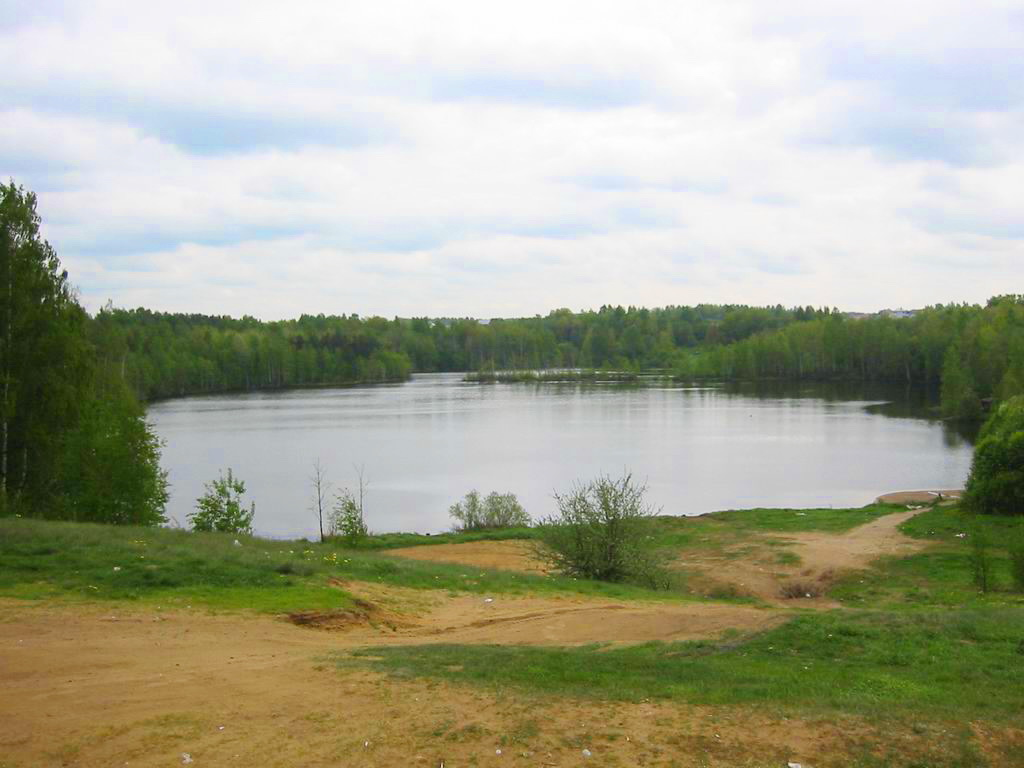
2-е Ждановское озеро
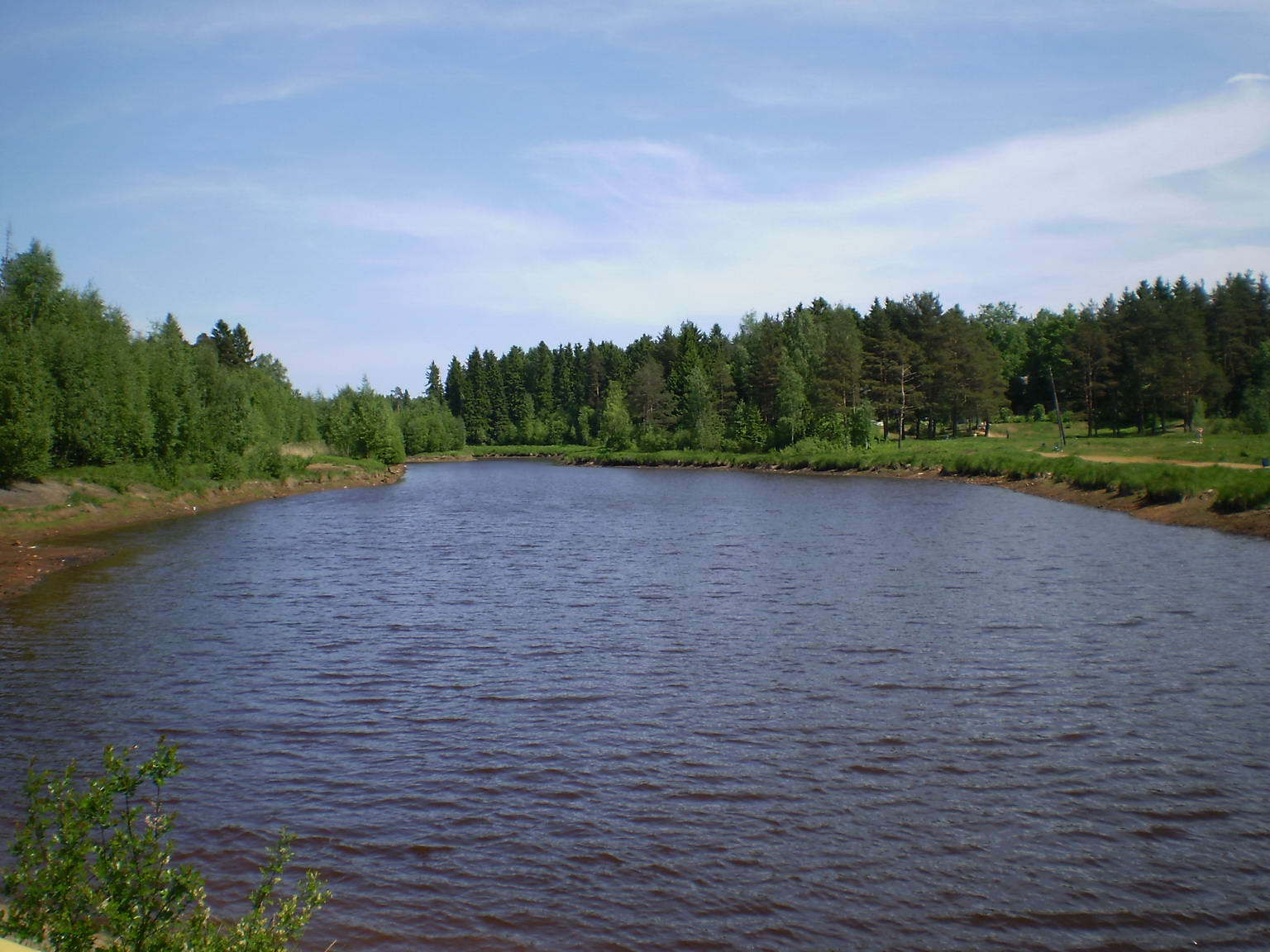
Река Лубья

## Спорт
В микрорайоне Румболово с 1950-х годов находится дважды реконструированный лыжный трамплин, для прыгунов и двоеборцев. На нём в 1958 году начинал заниматься спортом почётный житель Всеволожского района, Олимпийский чемпион по прыжкам на лыжах с трамплина на Олимпиаде в Гренобле Владимир Белоусов. В 1990-е годы на этом трамплине проводились всероссийские соревнования молодых прыгунов с трамплина на кубок Владимира Белоусова. Сейчас трамплин находится в аварийном состоянии.
Через Всеволожск проходит трасса ежегодного международного зимнего марафона «Дорога жизни».
В городе имеется искусственное футбольное поле, принадлежащее МОУ СОШ № 2. Клуб ДЮСШ «Надежда» выступает в первенстве Санкт-Петербурга и Ленинградской области по футболу. В городе работает детско-юношеская спортивная школа, специализирующаяся по следующим видам спорта: волейбол, баскетбол, лыжные гонки, футбол, настольный теннис, спортивная аэробика, мини-футбол, тхэквондо, дзюдо, бокс, спортивное ориентирование, хоккей с шайбой, боевое самбо, греко-римская борьба. Сборная Всеволожска выступает в чемпионате России по флорболу.
В 2025 году во Всеволожске открылся «Центр зимних видов спорта». В трёхэтажном здании расположились ледовая арена для хоккея и фигурного катания с трибунами на 250 мест, пять тренажёрных залов, зал для гимнастики, место проката коньков и буфет. Площадь спорткомплекса — 6700 м2, он рассчитан на посещение 1200 человек в сутки.

Румболовский трамплин
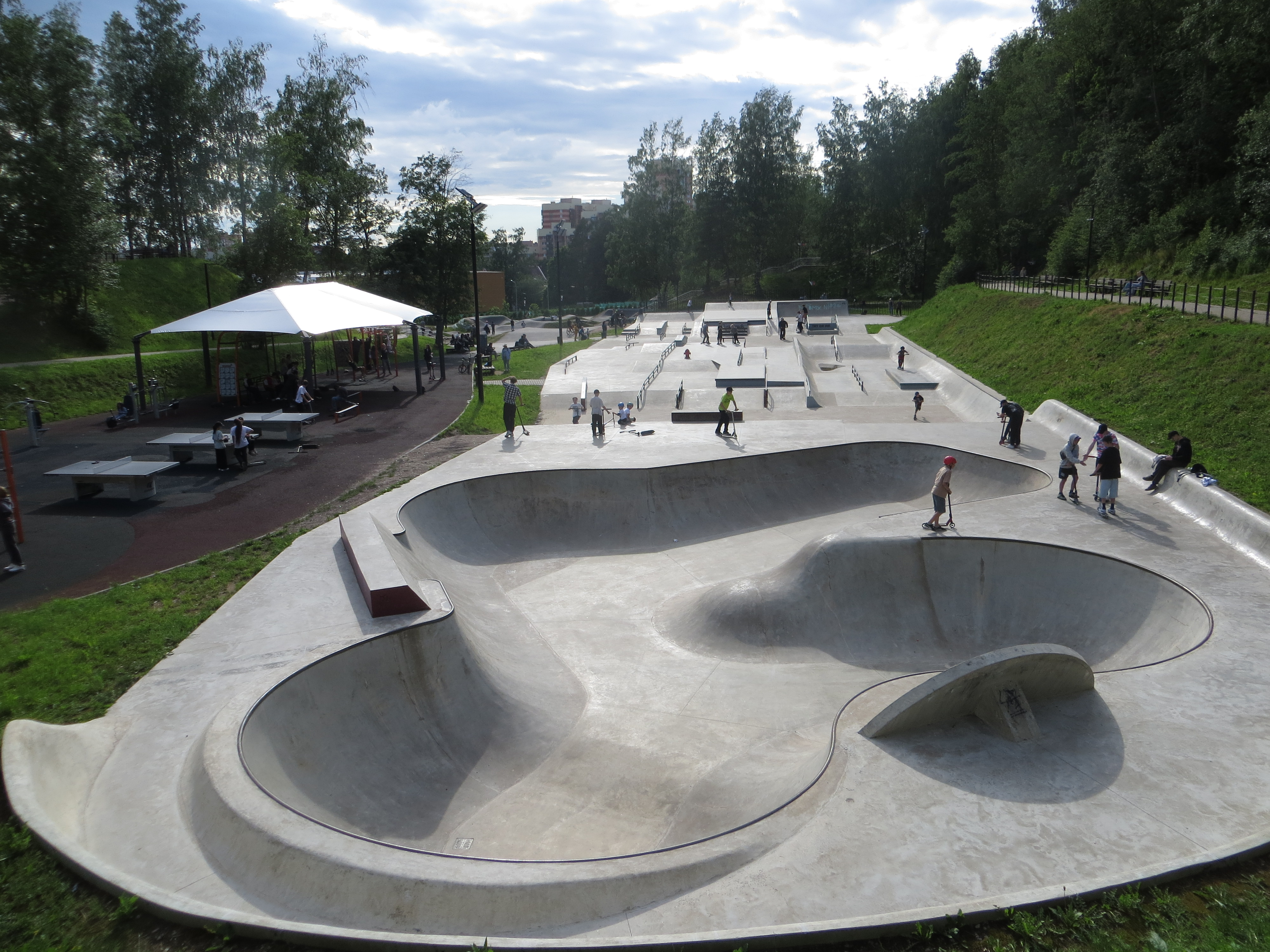
Скейт-парк в ОП «Парк Песчанка»
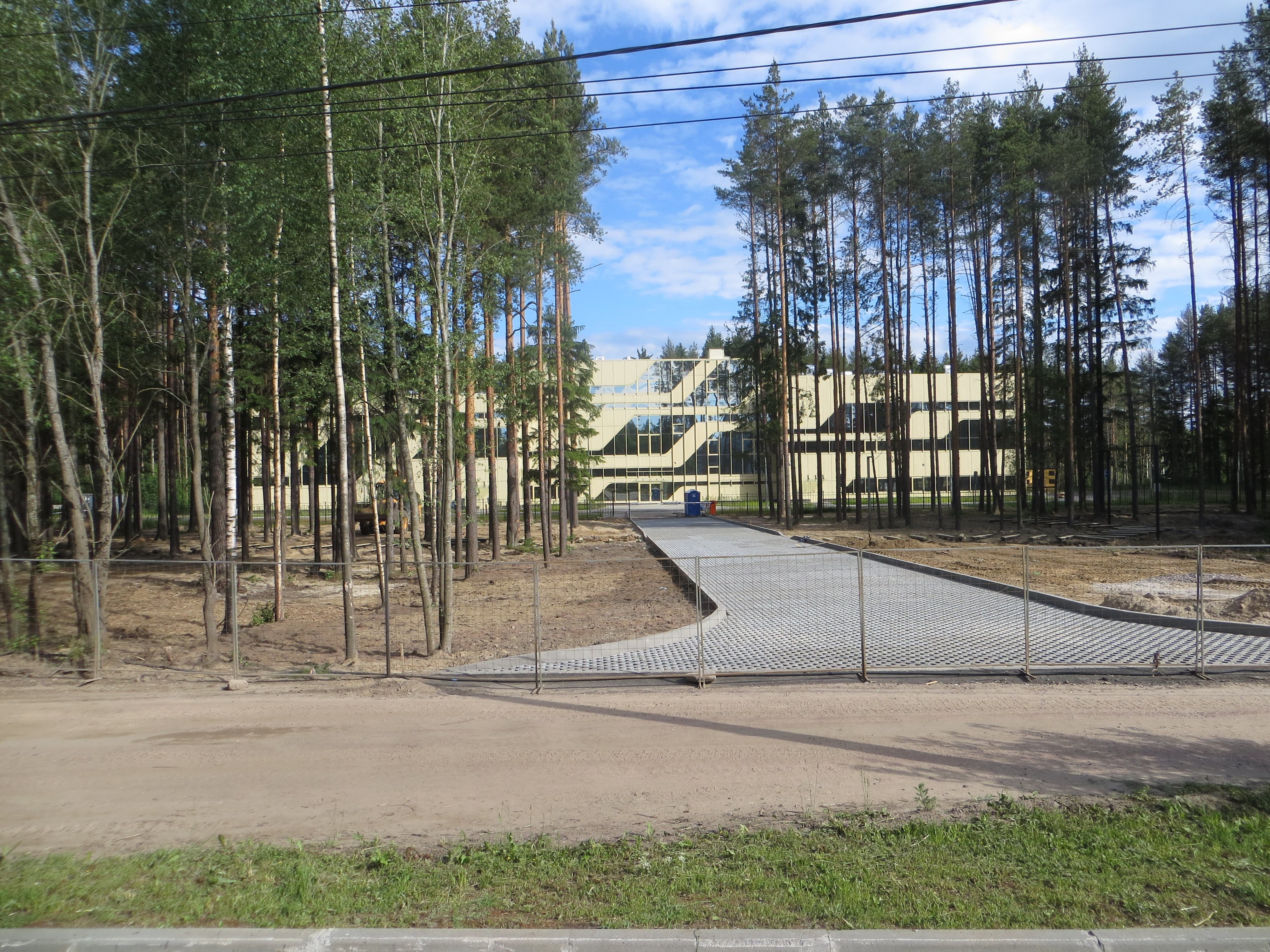
Физкультурно-оздоровительный центр
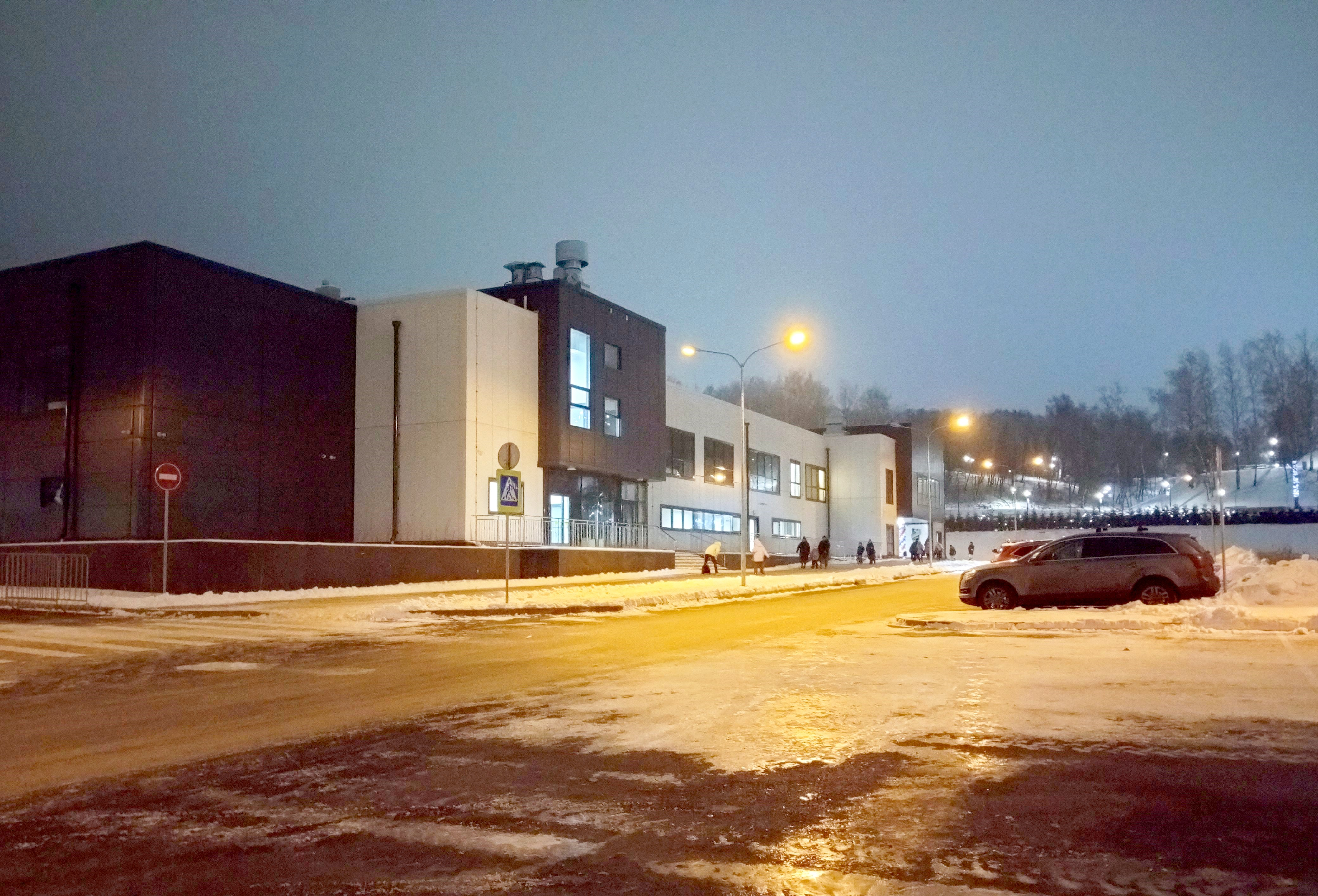
Центр зимних видов спорта

## Известные жители
Некоторые известные жители:
- Белоусов, Владимир Павлович (род. 1946) — спортсмен, Олимпийский чемпион.
- Бортко, Владимир Владимирович (род. 1946) — советский и российский кинорежиссёр, сценарист, продюсер[142].
- Вашуков, Михаил Юрьевич (род. 1958) — артист, куплетист, юморист.
- Вокка, Гергард Яковлевич (1887—1988) — краевед, кавалер ордена Ленина (1953), первый Почётный гражданин Всеволожска (1988), в его честь названа одна из улиц города.
- Денисов, Анатолий Алексеевич (1934—2010) — советский и российский учёный, политический деятель.
- Добровольский, Юрий Антонович (1911—1979) — лётчик-испытатель, Герой Советского Союза.
- Драчёв, Владимир Петрович (род. 1966) — обладатель Кубка мира и 4-кратный чемпион мира по биатлону.
- Журова, Светлана Сергеевна (род. 1972) — Олимпийская чемпионка, депутат Государственной думы.
- Киуру, Иван Семёнович (1934—1992) — поэт, переводчик.
- Киуру, Эйно Семёнович (1929—2015) — писатель, переводчик эпоса «Калевала», заслуженный работник культуры Республики Карелия, награждён Медалью ордена «За заслуги перед Отечеством» II степени.
- Кюллёнен, Владимир Александрович — чемпион мира (1975) и Европы (1972) по самбо[143].
- Листов, Борис Павлович (род. 1969) — российский экономист, председатель правления АО «Россельхозбанк»[144][145][146].
- Марцинкевич, Александр Николаевич (род. 1972) — музыкант, лидер группы «Кабриолет».
- Мельникова, Анастасия Рюриковна (1969) — актриса театра и кино, телеведущая, Заслуженная артистка России, депутат Законодательного собрания Санкт-Петербурга.
- Нарышкин, Сергей Евгеньевич (род. 1954) — председатель Государственной думы VI созыва.
- Петрик, Виктор Иванович (род. 1946) — автор ряда спорных, неакадемических исследований.
- Потомский, Вадим Владимирович (род. 1972) — депутат Государственной думы VI созыва, губернатор Орловской области, заместитель Полномочного представителя Президента России в Центральном федеральном округе.
- Рубцов, Николай Михайлович (1936—1971) — поэт.
- Рубцова, Татьяна Алексеевна (род. 1962) — российская шахматистка, гроссмейстер среди женщин (1986).
- Слепухин, Юрий Григорьевич (1926—1998) — писатель.
- Тибо-Бриньоль, Оскар Франц Иосифович (1850—1903) — архитектор, устроитель российского отдела Всемирной выставки в Париже (1900).
- Томберг, Елизавета Степановна (1909—1988) — Народная артистка СССР (1959).
- Шварц, Евгений Львович (1896—1954) — советский писатель, драматург.

Поэт Николай Рубцов
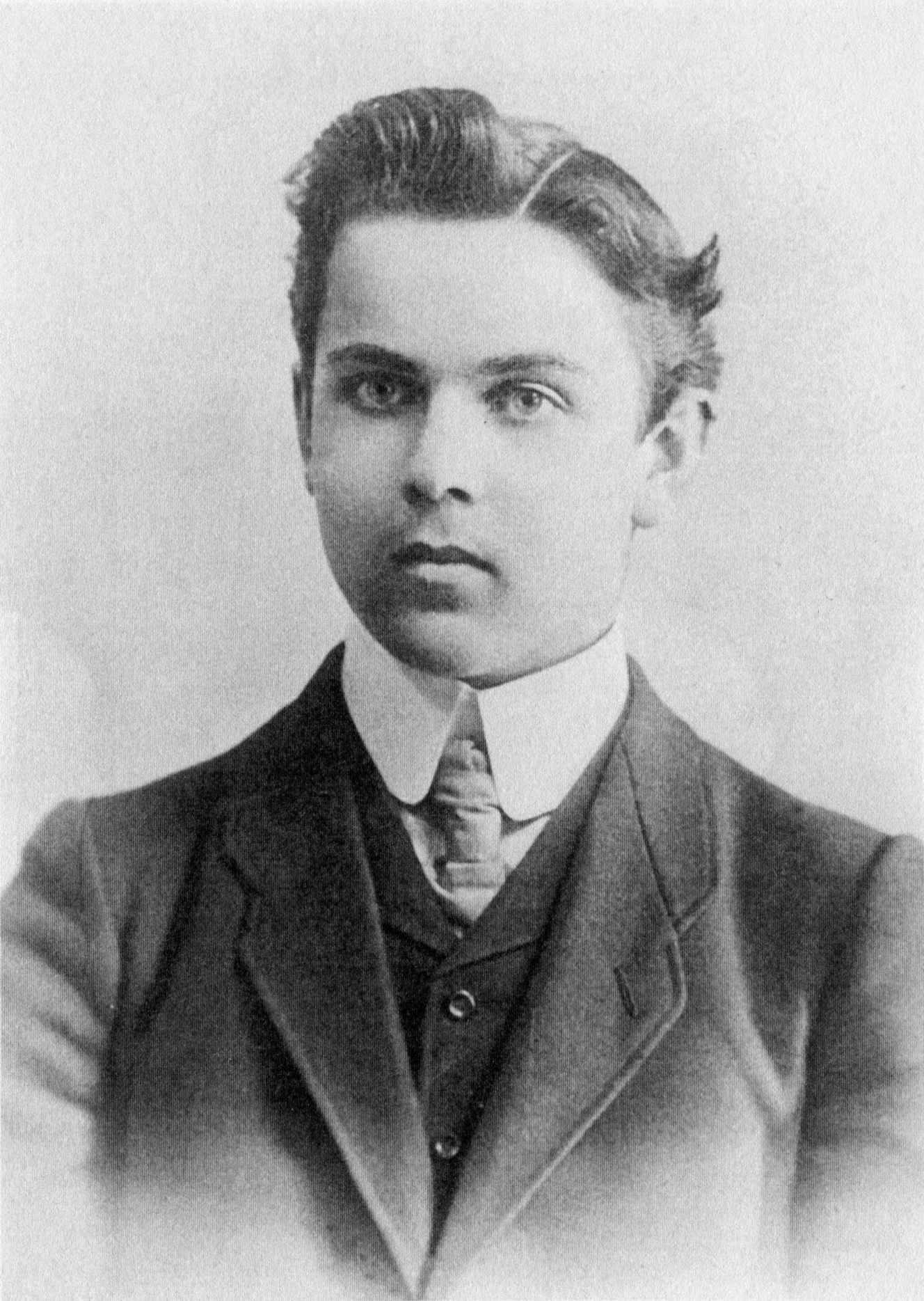
Краевед Г. Я. Вокка
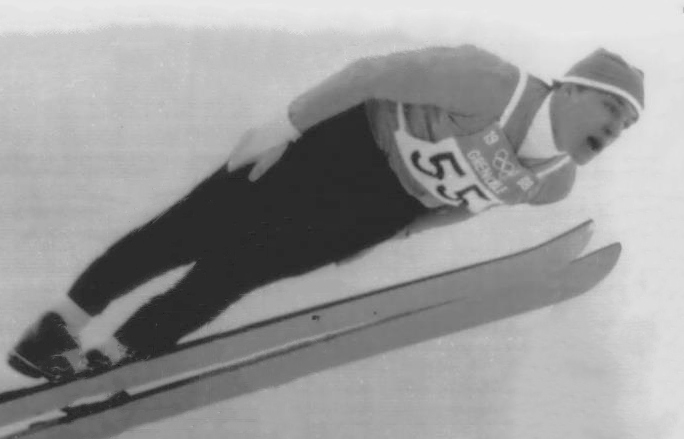
Олимпийский чемпион В. П. Белоусов

## Курьёзы
Многочисленные городские курьёзы стали предметом краеведческих исследований. Наиболее известные из них:
- Во Всеволожске есть две Лесные, две Народные, две Озёрные, две Сосновые и две Хвойные улицы. Кроме того, есть три Центральные улицы, расположенные на северной, южной и восточной окраинах города[133][149].
- В гербе и флаге города Всеволожска присутствует княжеская корона, которая, согласно официальному обоснованию символики, «…указывает на род князей Всеволожских…», хотя дворяне Всеволожские никогда не имели княжеского титула[150][151][152][153][154].
- В историческом центре Всеволожска установлен памятник, но не основателю города П. А. Всеволожскому (1839—1898), а его деду — В. А. Всеволожскому (1769—1836)[148].